# Histoire de Séoul

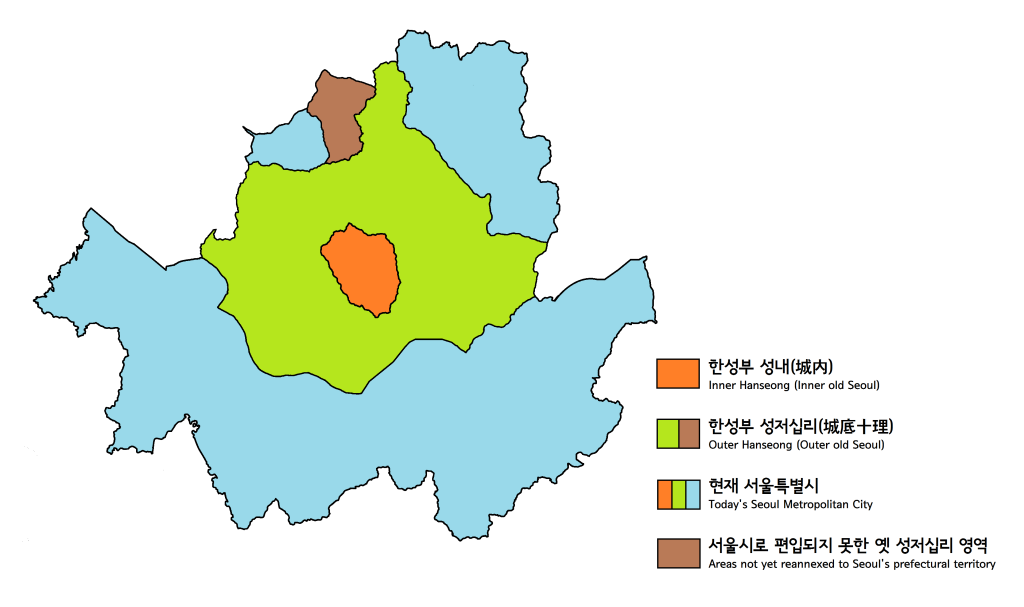
Carte du territoire de Hanseongbu.

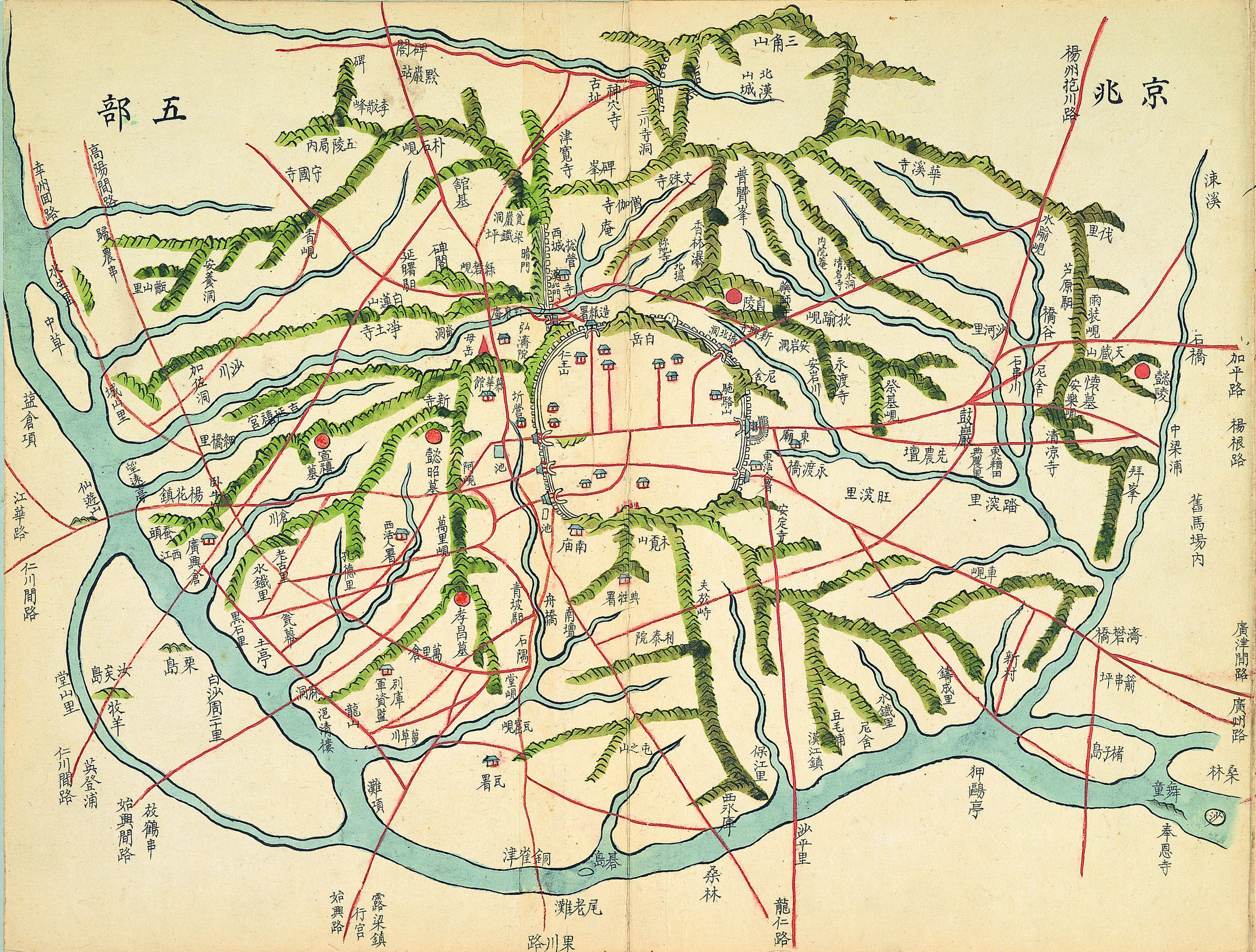
Gyeongjo-obu-do, une vieille carte de Séoul.

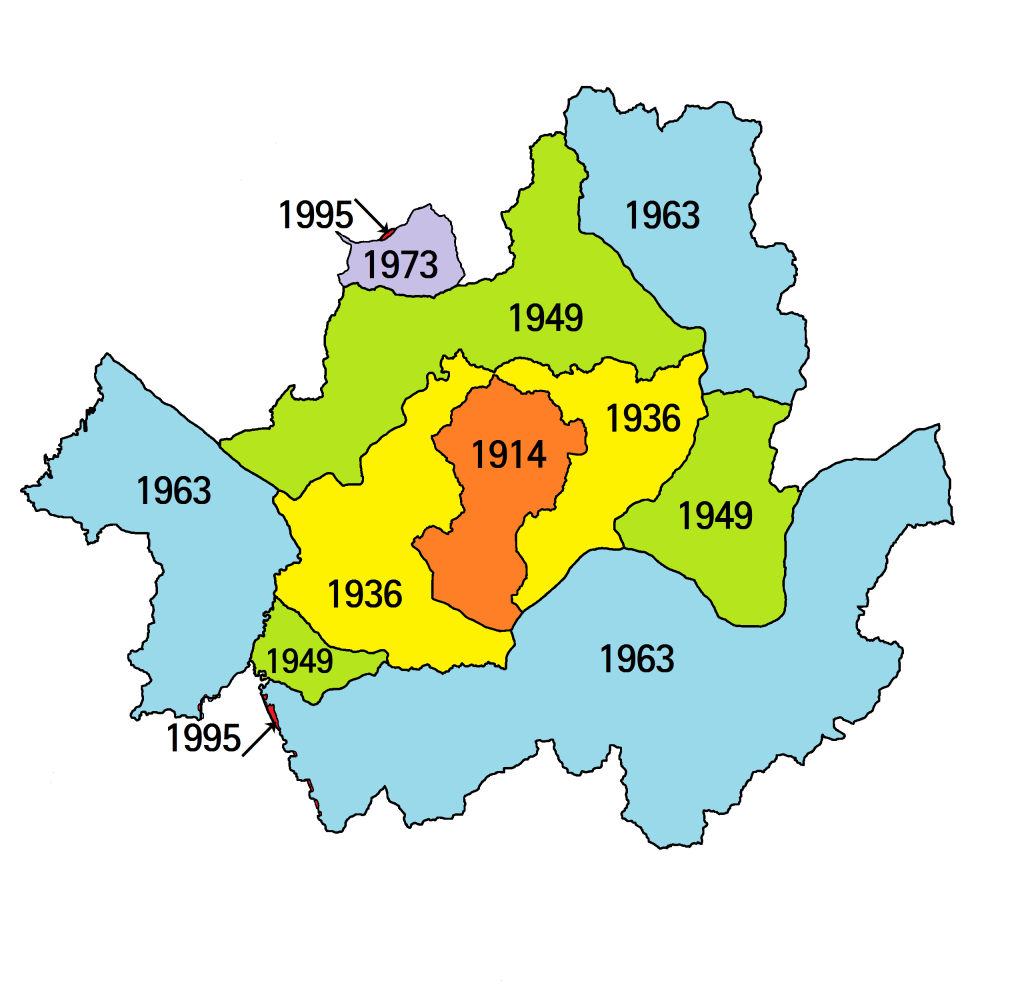
Carte de l'expansion des frontières du Séoul moderne (1914—1995).

L'histoire de Séoul remonte aussi loin que 18 avant J-C., bien que les humains aient occupé la région maintenant connue sous le nom de Séoul depuis l'âge du Paléolithique. Elle a servi de capitale à de nombreux royaumes de la péninsule coréenne depuis sa fondation.

## Préhistorique

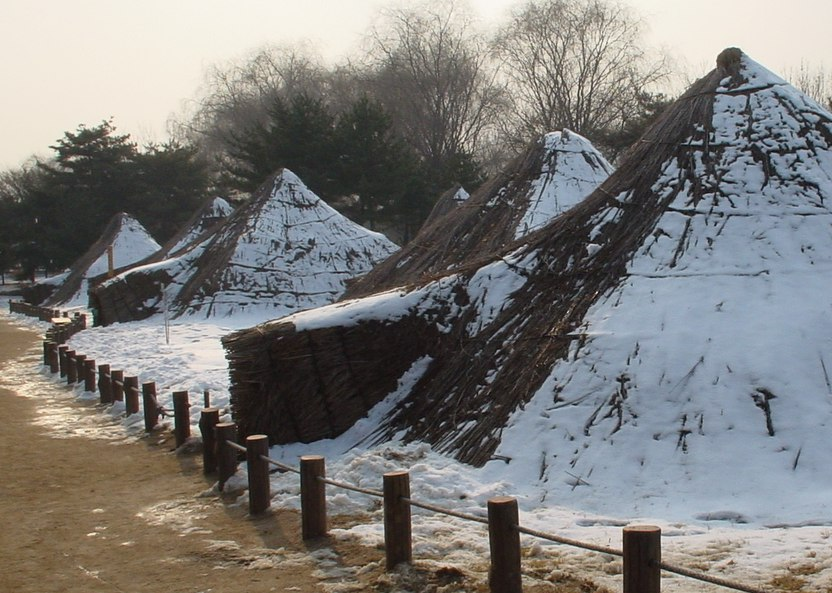
Site de peuplement préhistorique d'Amsa-dong à Amsa-dong, Gangdong-gu, Séoul.

On pense que les humains vivaient dans la région qui est maintenant Séoul le long des tronçons inférieurs de la rivière Han pendant l'âge du Paléolithique et les recherches archéologiques montrent que les gens ont commencé à mener une vie sédentaire à partir de l'âge du Néolithique. Des vestiges préhistoriques mis au jour sur le site préhistorique d'Amsa (암사선사유적지, Amsa Seonsa Yujeokji), situé à Amsa-dong, quartier de Gangdong, remontent à il y a environ 3 000 à 7 000 ans. Avec l'avènement du bronze à partir d'environ 700 avant J-C., les colonies ont progressivement commencé à s'étendre du bassin vers l'arrière-pays.

## Les Trois Royaumes et la période de Silla unifiée
En 18 avant J-C., le royaume de Baekje a fondé sa capitale, Wiryeseong (위례성), qui se trouverait à l'intérieur du Séoul moderne. Baekje développé ultérieurement à partir d'un État membre de la confédération Mahan dans l'un des Trois Royaumes de Corée. Il existe plusieurs vestiges des remparts dans la région de Séoul datant de cette époque. Parmi eux, le Toseong de Pungnap (풍납토성), un mur de terre au sud-est de l'actuelle Séoul, (à Pungnap-dong, juste à côté de la région de Jamsil-dong) est considéré comme le site principal de Wiryeseong. Cependant, un autre mur de terre, Toseong de Mongchon (몽촌토성), situé à proximité, date également du début de l'ère Baekje.
Tous ces sites se trouvaient au sud du fleuve Han et ne faisaient pas partie du quartier historique de Séoul (le centre est l'actuel district de Jongno), qui était situé au nord du fleuve.
| Année (lunaire) | Édition Samguk Sagi Joseon / Goryeosa | Édition Samguk Sagi Goryeo / Scripts de Pierre | Après comparaison | Conclusion |
| --------------- | --- | --- | --- | ---------- |
| 553             | Silla prend le contrôle de la frontière nord-est de Baekje et installe la province du Sin (新 ; 新州 ; Nouvelle province de Silla),. | Non disponible | — | —          |
| 554             | La force combinée de Baekje et de Gaya a été vaincue par le seigneur de l'Armée provinciale du Sin, Gim Mu-ryeok, et Seong de Baekje a été tué pendant la bataille,. Le grand-père de Gim Yu-sin, Gim Mu-ryeok, a vaincu des ennemis et capturé Seong de Baekje. | — | — |            |
| 557             | Silla abolit la province du Sin et établit la province de Boukhansan (북한산주 ; 北漢山州 ; Province du Hansan du Nord). | Non disponible | — | —          |
| 568             | Silla abolit la province de Bukhansan et établit la province de Namcheon (남천주 ; 南川州 ; Province de la rivière du Sud). Silla abolit le QG provincial de Sin (신주정 ; 新州停) et établit le QG de Namcheon (남천정 ; 南川停).                               | — | — | —          |
| 603             | Goguryeo a attaqué la ville de Bukhansan (북한산성 ; 北漢山城 ; ville nord de Hansan), mais s'est retiré après que 10 000 renforts de Silla dirigés par le roi lui-même aient traversé Hanshui (한수 ; 漢水),.                                                   | — | — | —          |
| 604             | Silla abolit la province de Namcheon et rétablit la province de Boukhansan. Silla abolit le QG de Namcheon (남천정; 南川停) et établit le QG de Hansan (한산정, 山山停).                                                                                         | — | — | —          |
| 611             | Baekje assiégea et captura la ville de Gajam (가잠성 ; 椵岑城),. | Baekje assiégea la ville de Gajam (가잠성 ; 椵岑城). Le roi de Silla ordonna l'envoi de renforts de la province de Sang (상주 ; 上州 ; Supérieur de la Province), Ha Province (하주 ; 下州 ; plus Bas de la Province), et la province de Sin (신주 ; 新州 ; la nouvelle province de Silla), mais a été défait après une bataille. | L'édition de Goryeo remplace l'édition de Joseon. La province de Sin n'a pas été abolie. La province du Sin et la province de Hansan étaient des entités différentes. | —          |
| 618             | Byeonpum, le Seigneur de l'Armée provinciale de Bukhansan et Haeron se sont battus contre Baekje pour reprendre la ville de Gajam. | Haeron, le Maître de la Bannière de Geumsan, et Byeonpum, le gouverneur de la province de Hansan (한산주 ; 漢山州) ont pris le contrôle de la ville de Gajam. | L'édition de Goryeo remplace l'édition de Joseon. Bukhansan n'existait pas en tant que province mais en tant que ville. De plus, Bukhansanseong devrait être traduit par Ville de Bukhansan (북한산성 ; 北漢山城 ; Ville de Hansan du Nord) en raison de l'existence de la province de Hansan et du QG de Hansan. | —          |
| 661             | La force combinée de Goguryeo et de Malgal assiégea la ville de Bukhansan. | — | — | —          |
| 668             | — | Munmu le Grand mena une armée de 200 000 hommes et arriva à la ville de Bukhansan (북한산성 ; 北漢山城 ; Ville du Hansan du Nord). | — | —          |
| 704             | — | Gim Dae-mun devient gouverneur de la province de Hansan. | — | —          |

En 554, Baekje et Gaya tentèrent de reprendre la région, mais l'armée de Silla dirigée par le seigneur de la province de Sin (신주군주 ; 新州軍主), Kim Mu-ryeok (김무력 ; 新) vainquit la force combinée et tua Seong de Baekje,.
Silla a rapidement pris le contrôle total de la ville, puis de la péninsule, et pendant la période unifiée de Silla, Hanyang (한양 ; 漢陽) s'est d'abord référé à la municipalité, puis à la ville elle-même.

## Période Goryeo
On pensait que les royaumes qui gouvernaient le bassin du fleuve Han avaient un contrôle stratégique sur toute la péninsule, car c'était une importante plaque tournante du transport.
En 1104, le roi Sukjong de la dynastie Goryeo construit un palais présent de nos jours Gyeongbokgung, qui était alors appelé Namguyeong (남경 ; 南京) ou « Capitale du Sud ». Séoul est devenue une ville à part entière avec une signification politique pendant cette période.

## Période Joseon
Au début de la dynastie Joseon en 1394, la capitale a été déplacée à Séoul, également connue sous le nom de Hanyang et plus tard Hanseong (한성, 漢城, « Ville fortifiée [sur] la [rivière] Han »), où elle est restée jusqu'à la chute de la dynastie.
Initialement entouré par un mur massif circulaire (6,1 m de pierre circulaire dans une haute forteresse) pour assurer la sécurité de ses citoyens contre les animaux sauvages tels que le tigre ainsi que les voleurs et des attaques. La ville s'est développée au-delà de ces murs et bien que le mur ne soit plus debout (en dehors des montagnes au nord du centre-ville), des portes restent près du centre-ville de Séoul, notamment Sungnyemun (communément appelé Namdaemun, ou Porte Sud) et Heunginjimun (communément appelé Dongdaemun, ou Porte Est) mais aussi Sukjeongmun (communément appelé Bukdaemun, ou Porte Nord) et les quatre portes plus petites incluses Changuimun et Hyewamun. Pendant la dynastie Joseon, les portes étaient ouvertes et fermées chaque jour, accompagnées de la sonnerie de grosses cloches. La capital de la préfecture, Hanseong, se composait de districts intérieurs (coréen : 사대문안, rom : Sadaemun-an, litt. : « À l'intérieur des murs de la ville ») et de districts extérieurs (coréen : 성저십리, rom : Seongjeosib-ri, lit : « À l'extérieur des murs de la ville » environ 4 kilomètres du mur de la ville). La rivière Jungnangcheon, la rivière Han, le mont Bukhan, et le Hongjecheon forme la limite administrative préfectorale.

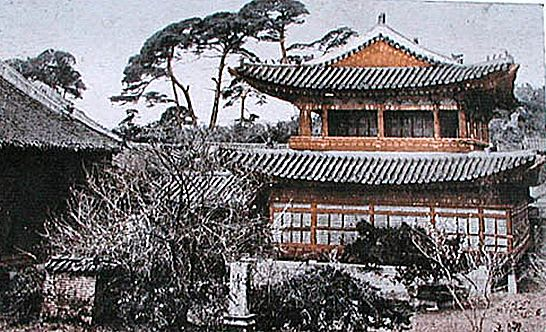
Gyeonghungak était un bâtiment attenant à deux étages de la salle Daejojeon du palais de Changdeokgung. La première histoire était Gyeonghungak et la deuxième histoire était Jinggwangru.
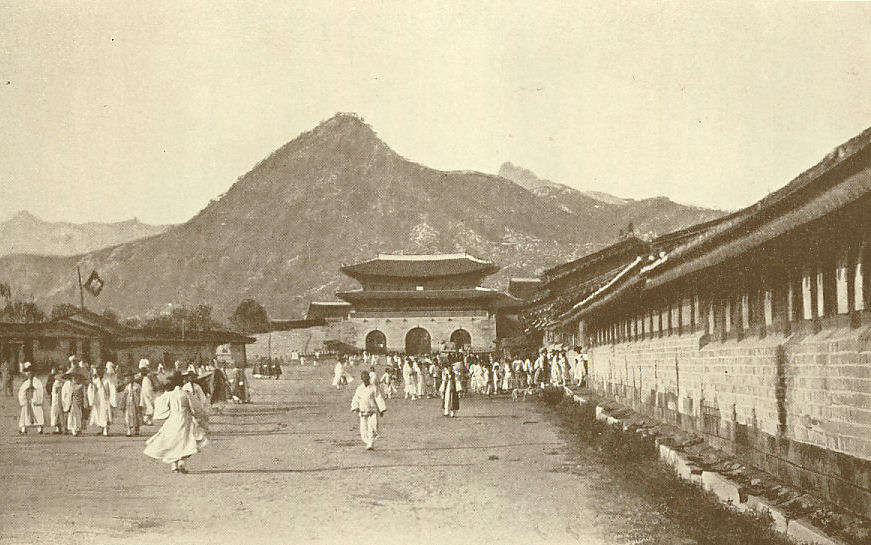
La rue en face du palais de Gyeongbokgung à la fin du 19e siècle.
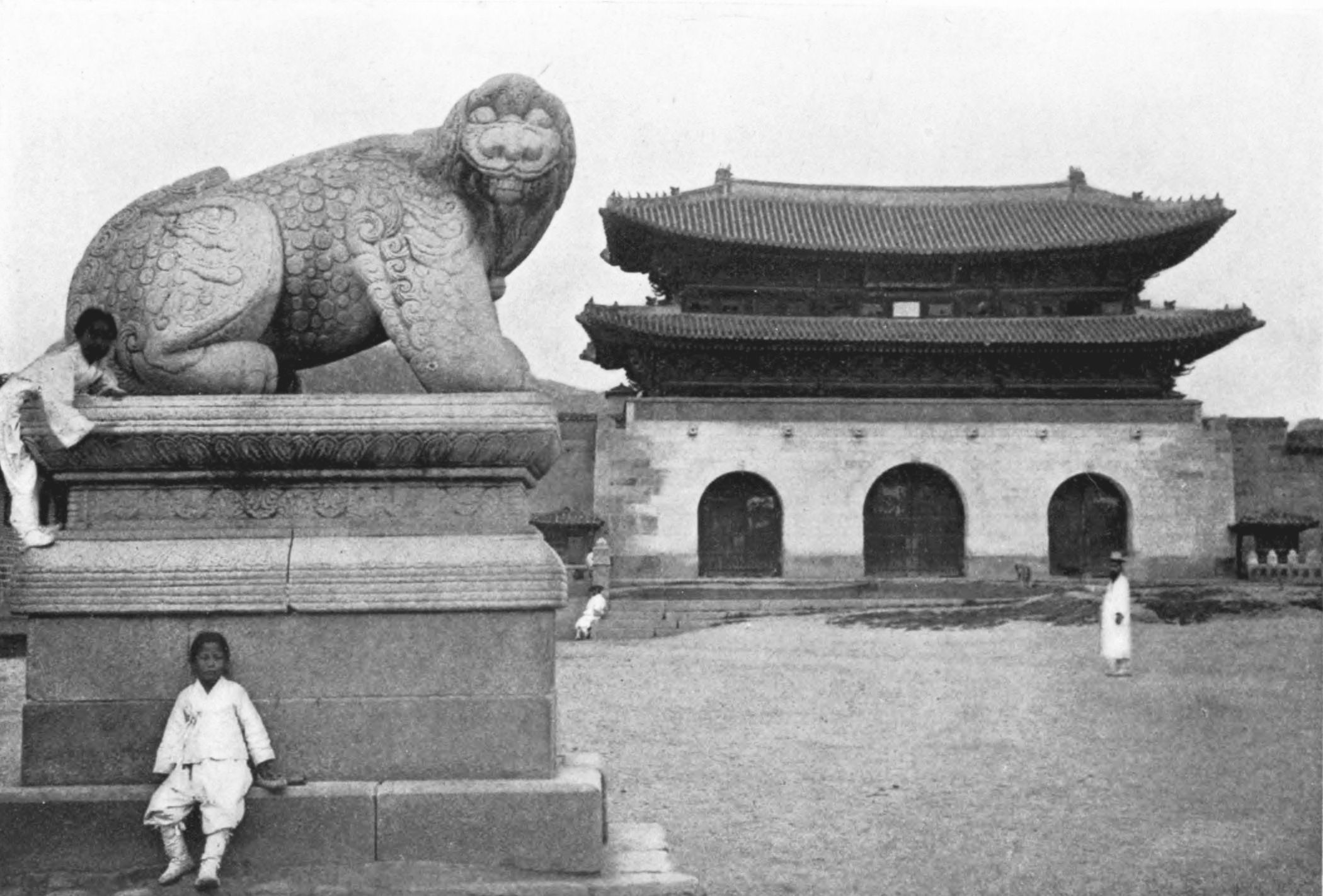
La porte de Gwanghwa, la porte principale du palais de Gyeongbokgung
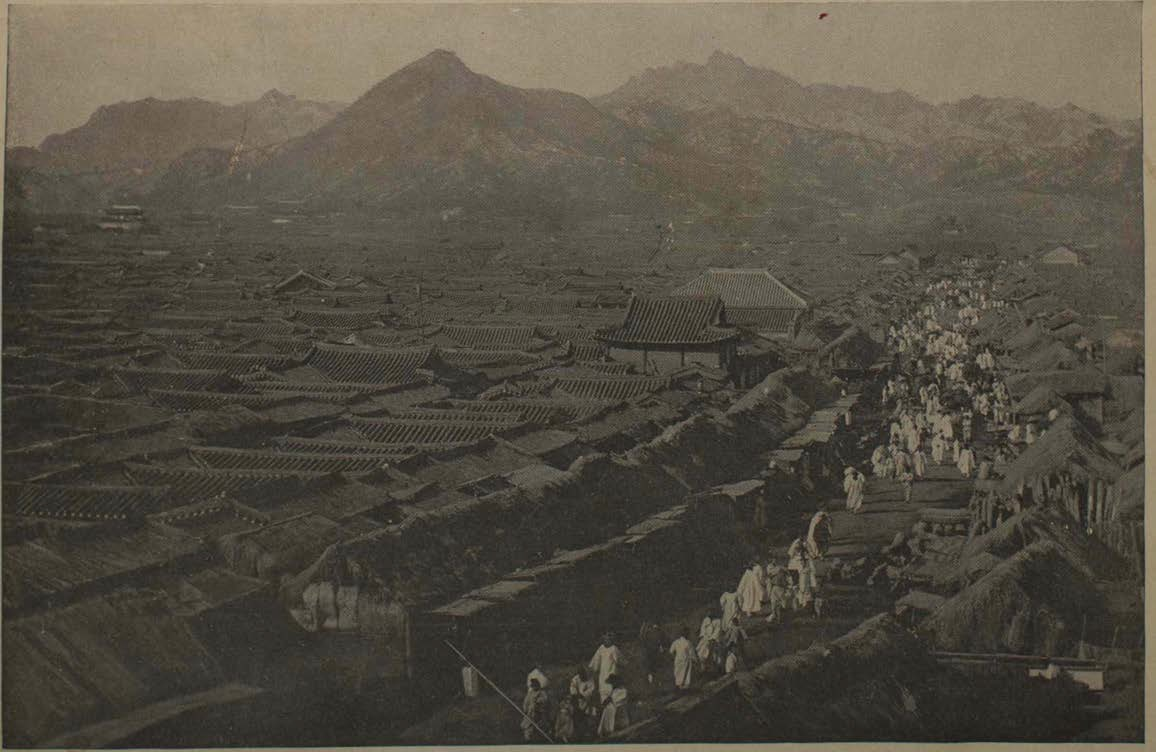
Séoul en 1894.
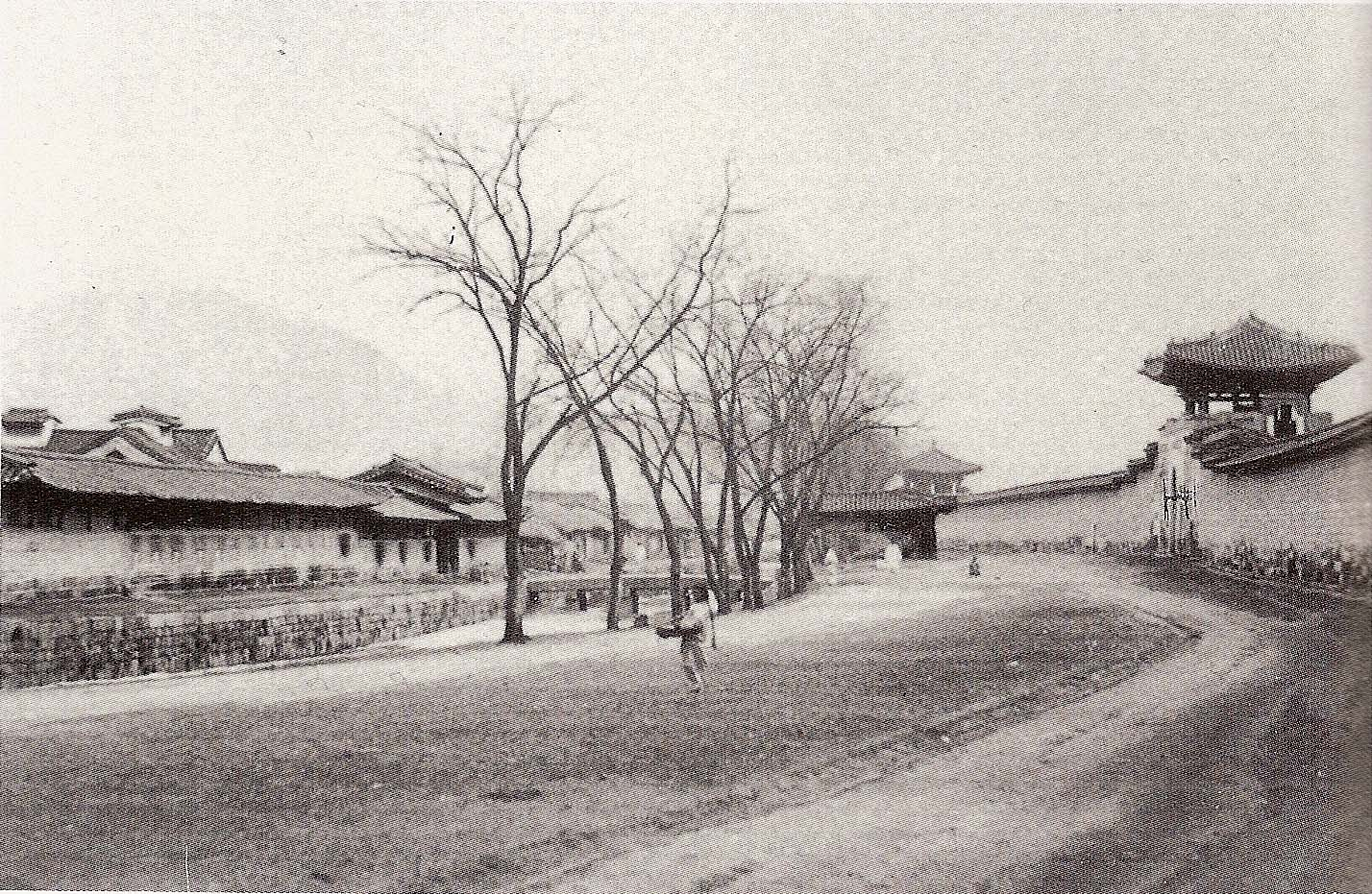
Waryong-dong, Séoul à la fin de la dynastie Joseon.
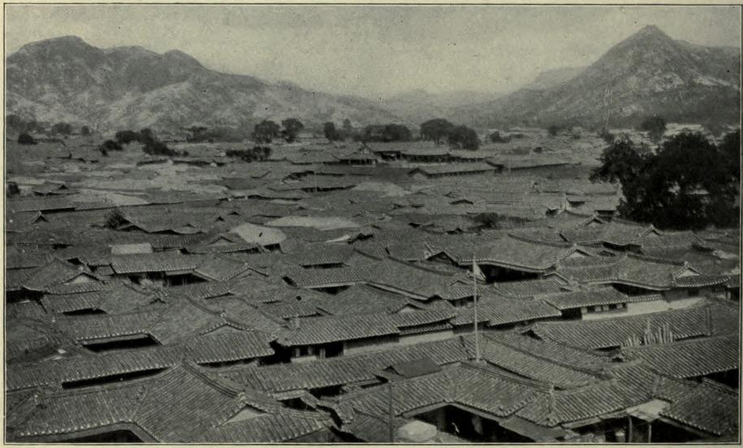
Un quartier de Séoul à la fin de la dynastie Joseon.
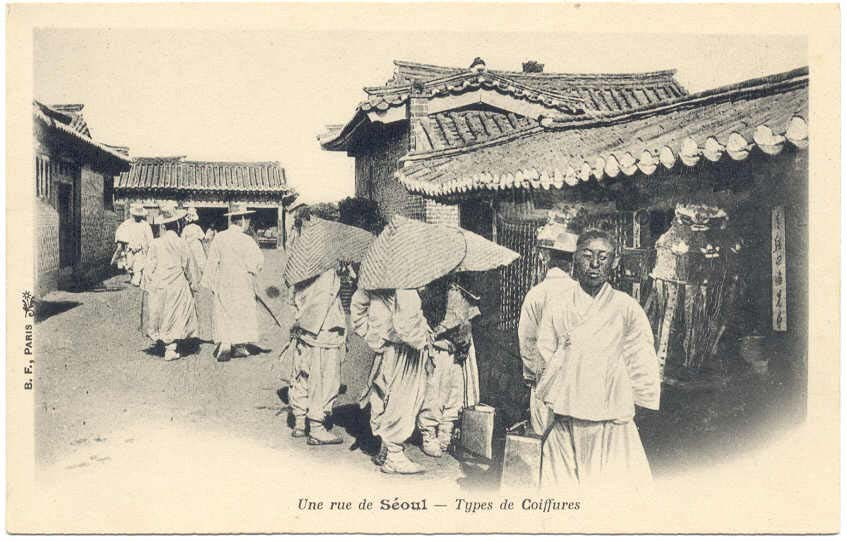
Une rue étroite de Séoul au XIXe siècle.
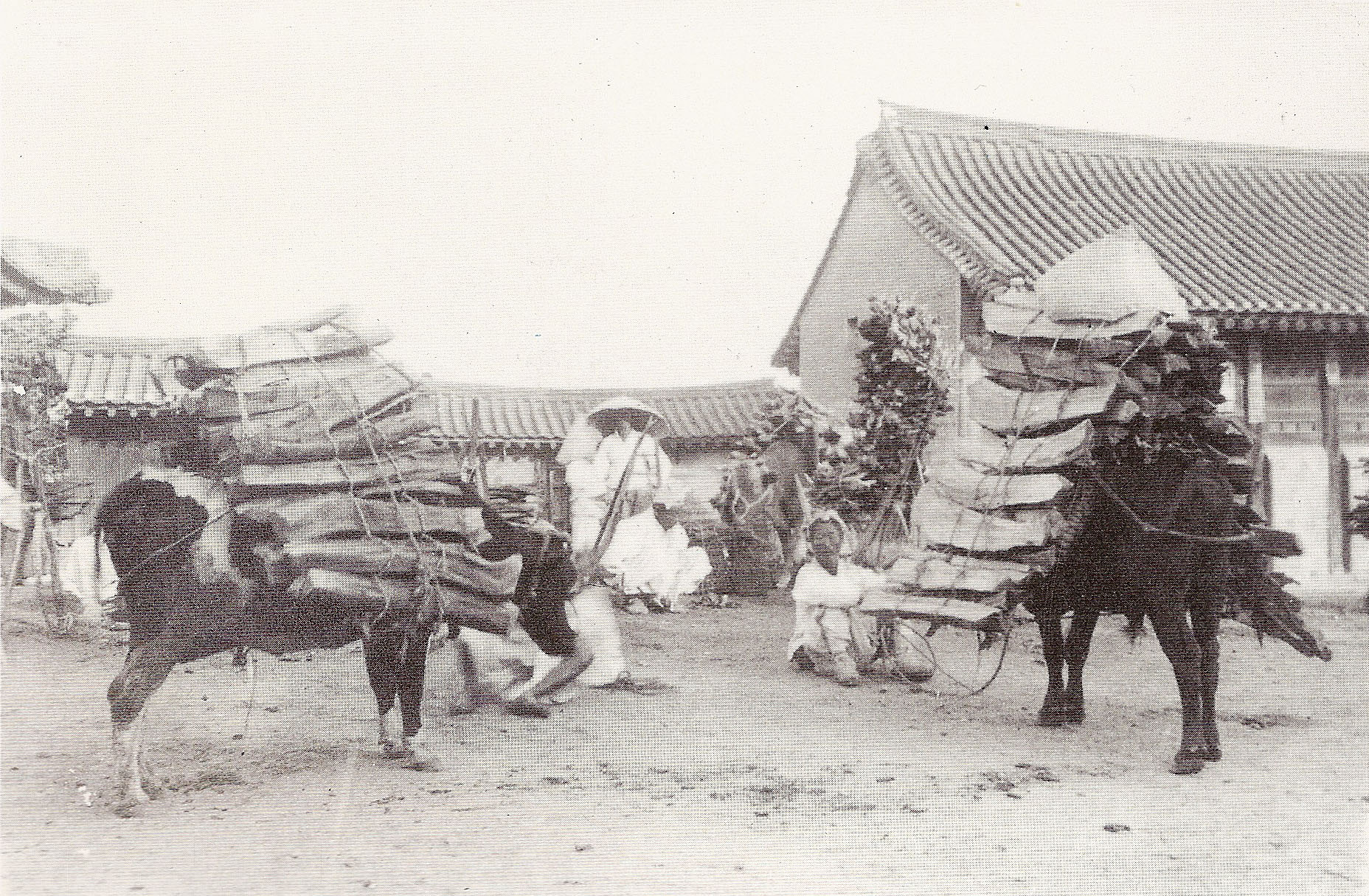
Une rue de Séoul au XIXe siècle.
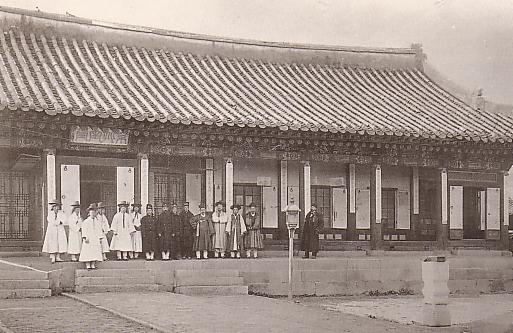
Le gouvernement municipal de Hanseong.
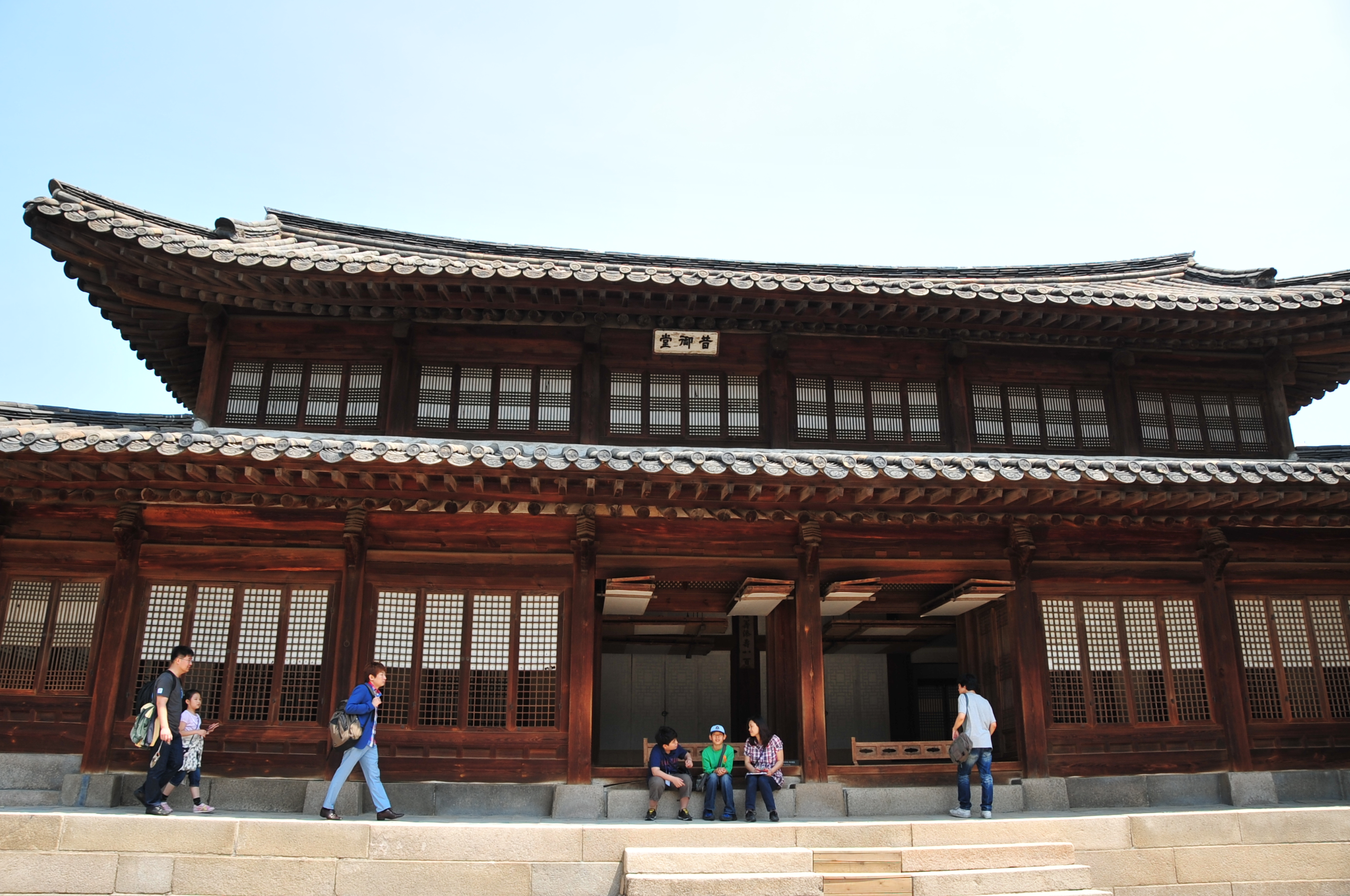
Seokeodang est un bâtiment de deux étages du palais de Deoksugung construit dans le style d'une résidence privée.
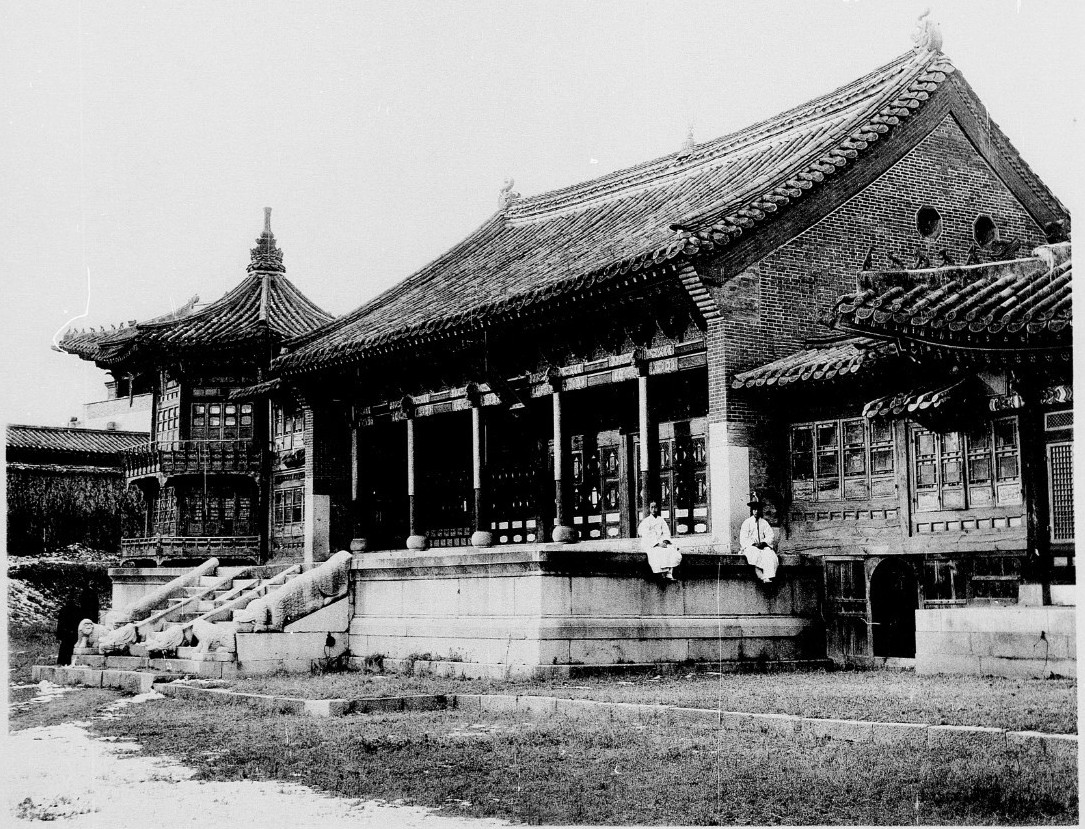
Jibokjae, la Bibliothèque royale de Séoul à la fin de la période Joseon.

## Période de l'Empire coréen

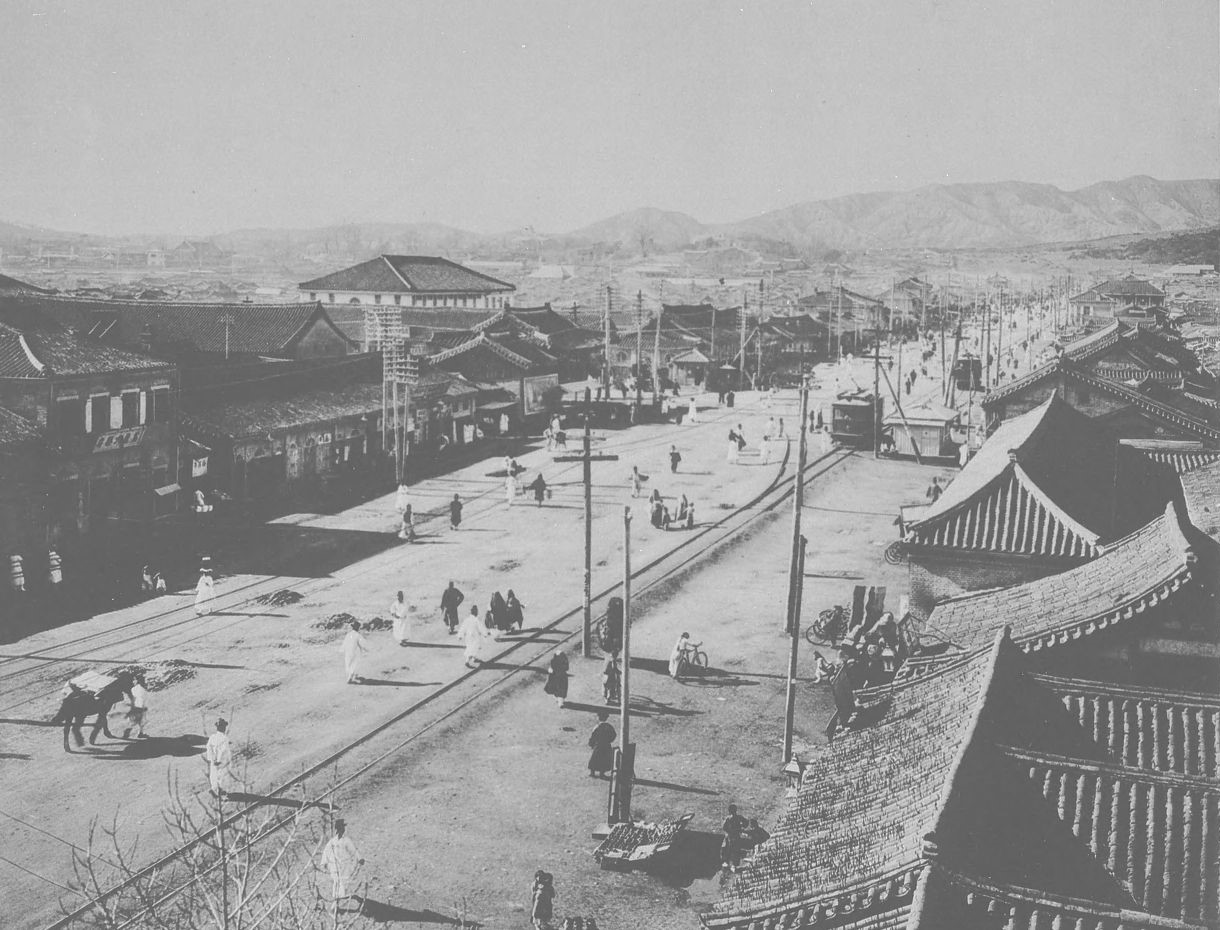
Séoul, capitale de l'Empire coréen en 1905.

Vers la fin du XIXe siècle, après ce qui était des centaines d'années d'isolement, Séoul a ouvert ses portes aux étrangers et a commencé à se moderniser. Séoul devient la première ville d'Asie de l'Est à avoir l'électricité, des tramways, de l'eau, des téléphones, et du télégraphe. Tous les systèmes en même temps[réf. nécessaire]. Une grande partie de cela était due au commerce avec des pays étrangers comme la France et les États-Unis. Par exemple, la Compagnie Électrique de Séoul, la Compagnie de tramway électrique de Séoul et la Compagnie des eaux de source fraîche de Séoul étaient toutes des entreprises communes américano-coréennes. En 1904, un Américain du nom de Angus Hamilton a visité la ville et a déclaré : « Les rues de Séoul sont belles, spacieuses, propres, admirables et bien drainées. Les routes étroites et sales ont été élargies, les gouttières remplies, les routes élargies. Séoul est à une distance mesurable d'être la ville la plus haute, la plus intéressante et la plus propre de l'Est ».

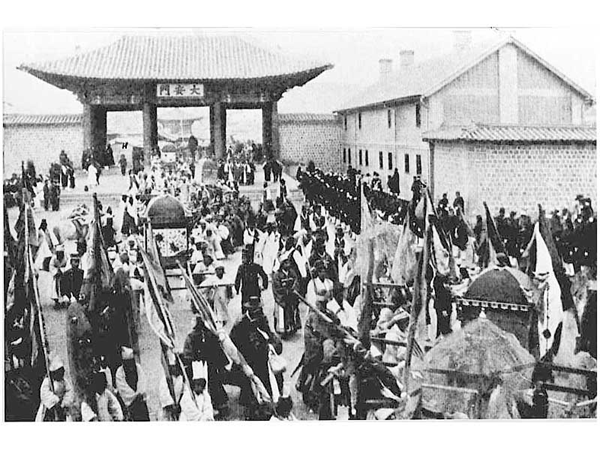
Funérailles de l'Impératrice Myeongseong, 21 novembre 1897.
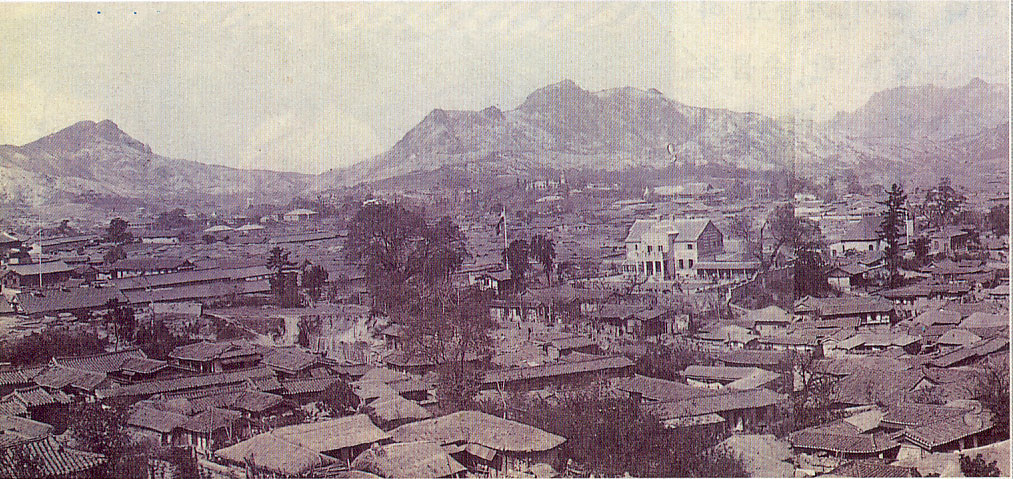
Vue de Séoul, vers 1900.
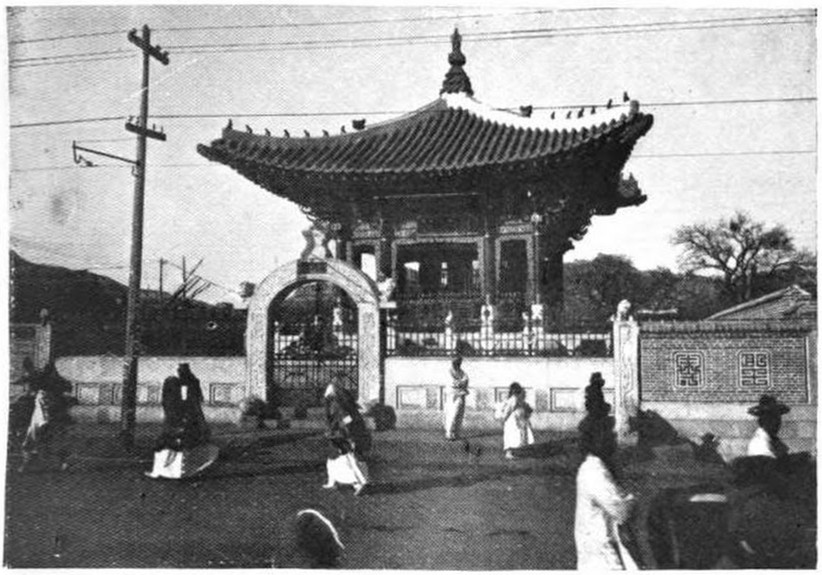
Bigak (Monument pour le 40e anniversaire de l'intronisation de l'empereur Gojong), construit en 1902.
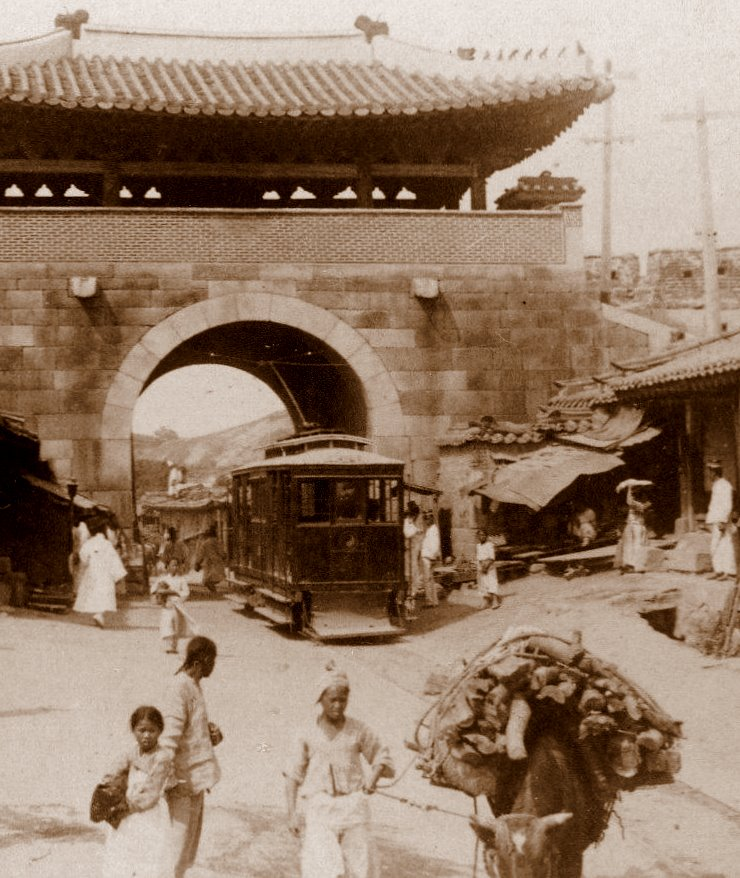
Tramway à Séoul, 1903.
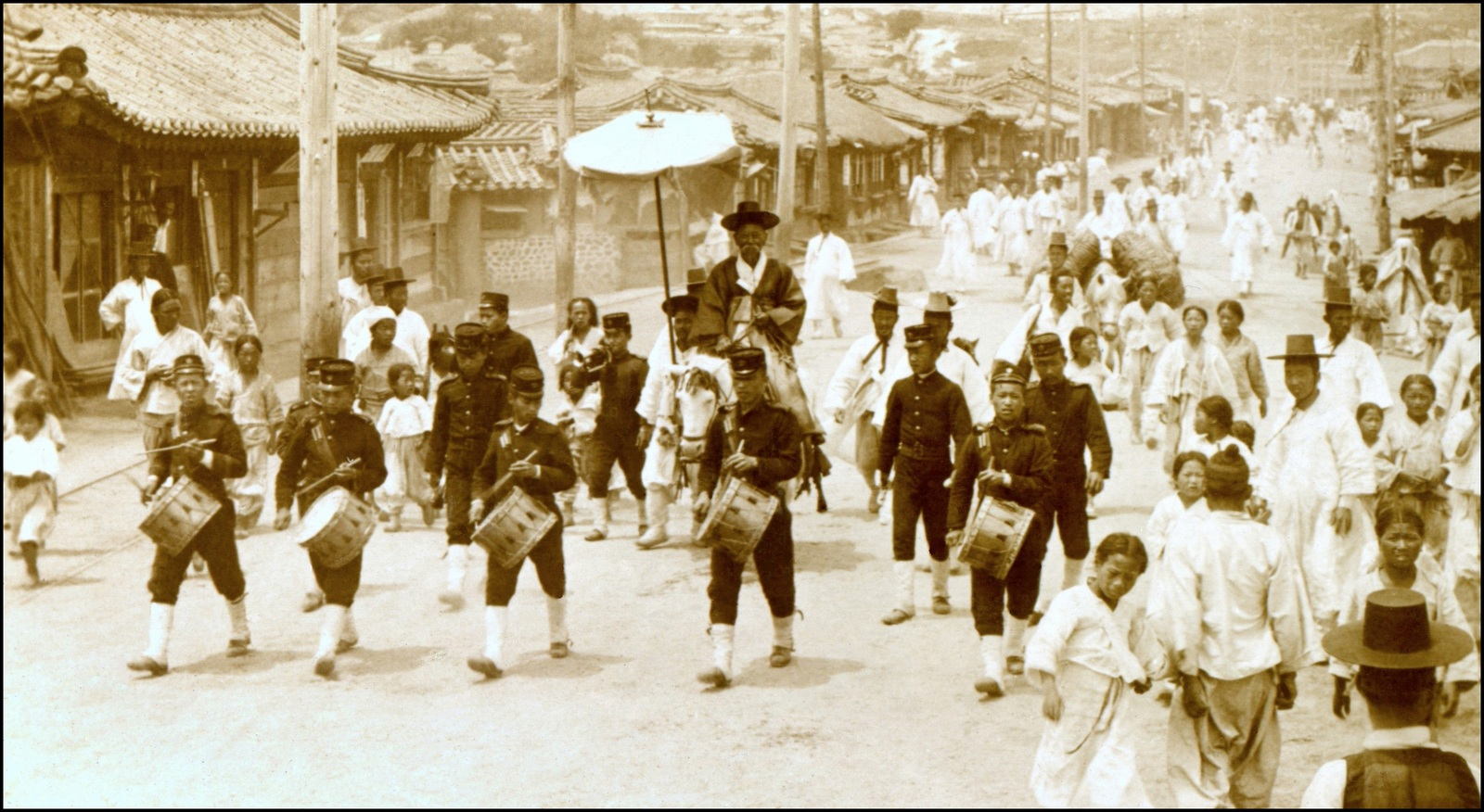
Un corps coréen de tambours et de clairons qui escortent le Grand-Maître des écuries royales de l'Empereur à Séoul en 1903.
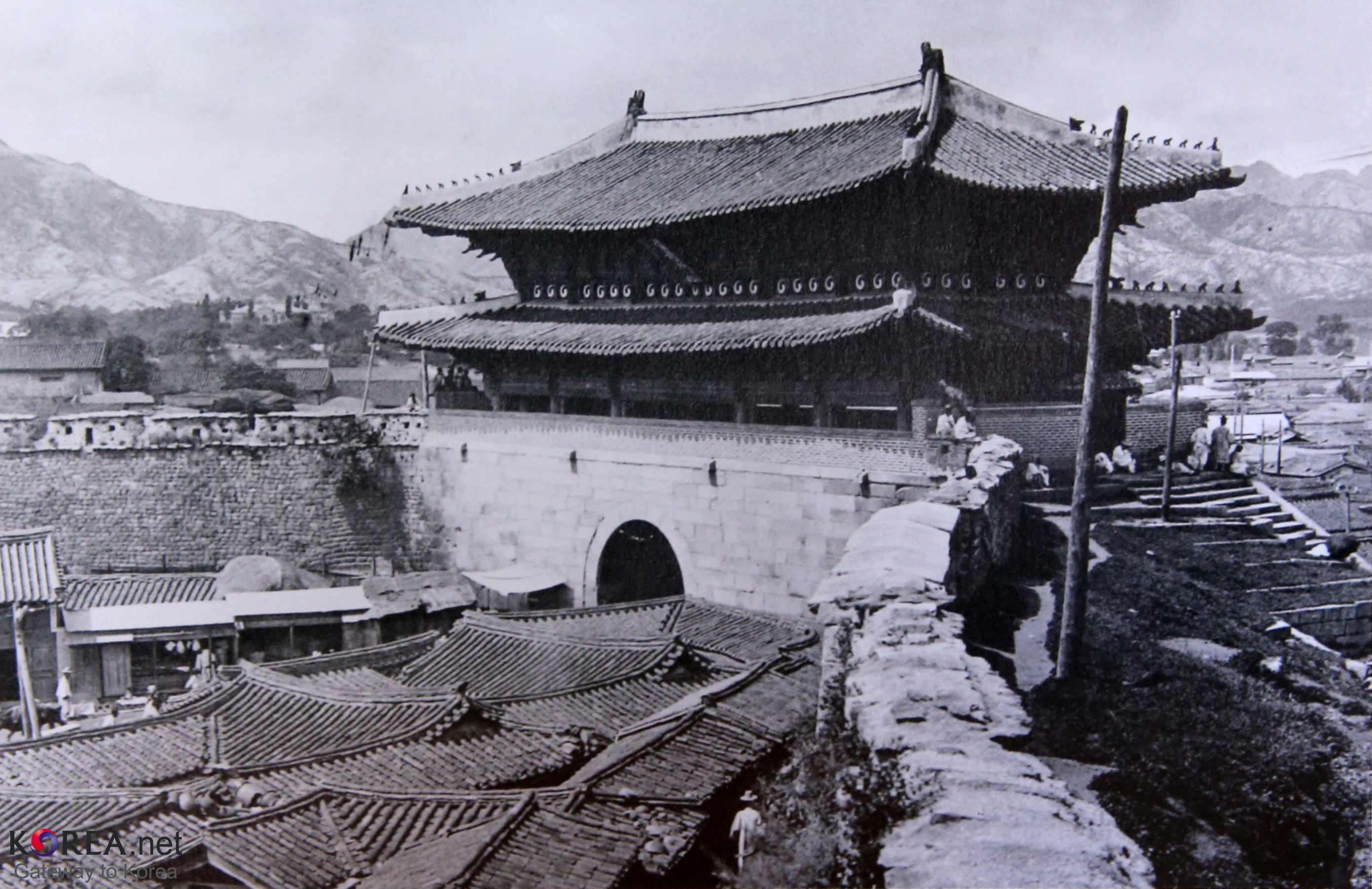
Sungnyemun, 1904.
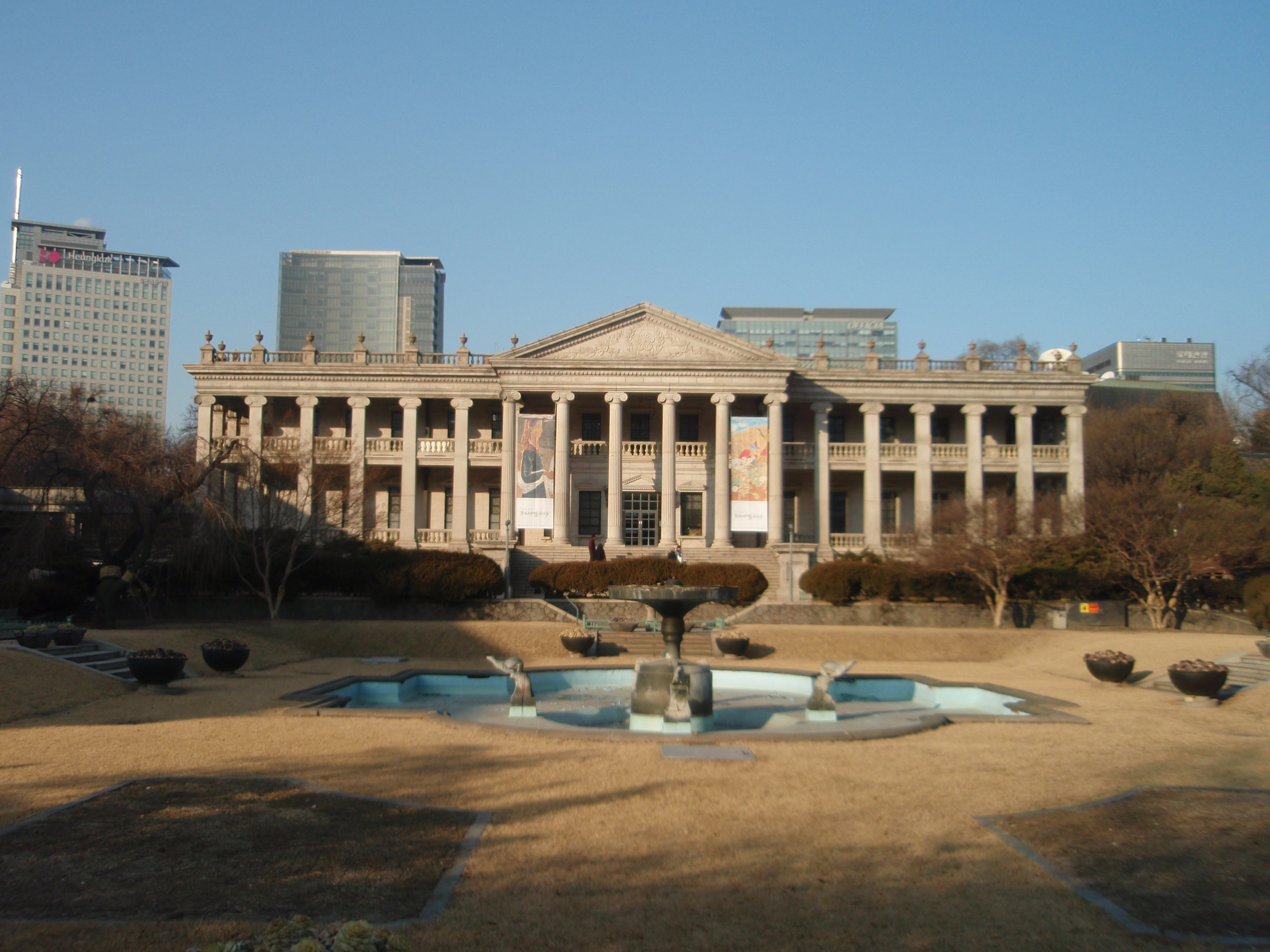
Seokjojeon, palais impérial de l'Empire coréen.
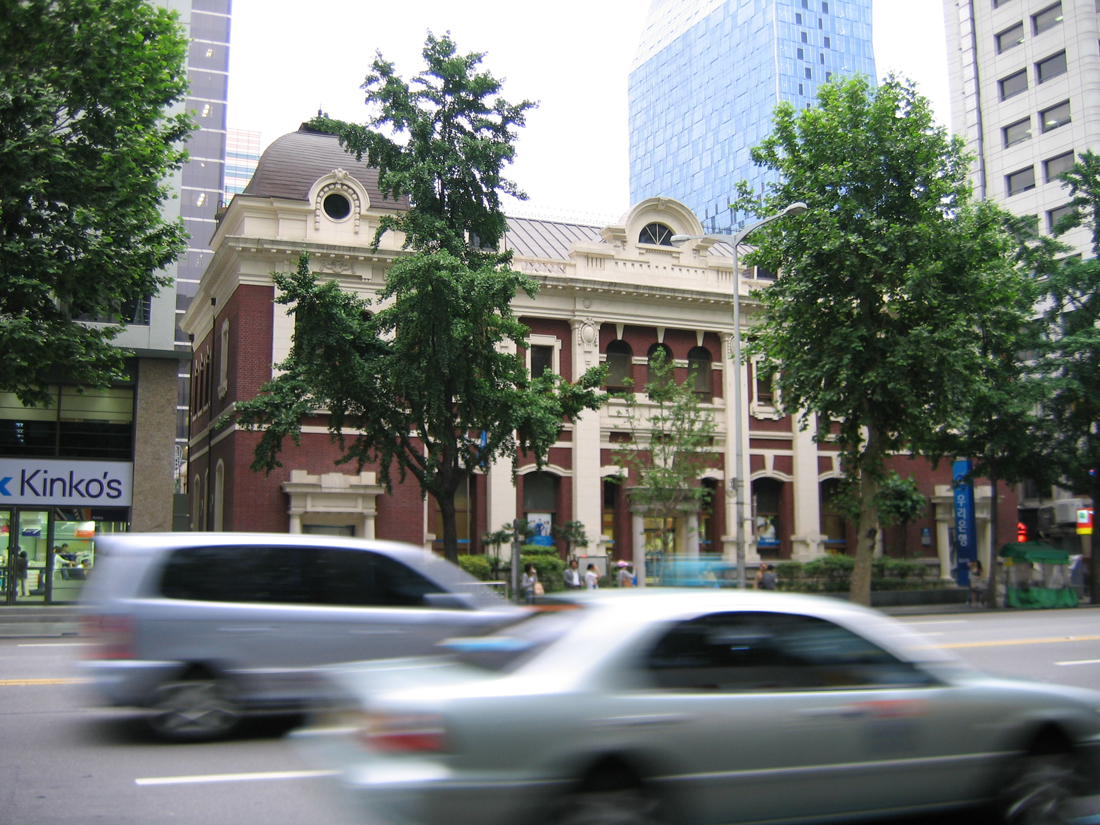
Gwangtonggwan, le siège social de l'ancienne banque Daehan Cheon-il.
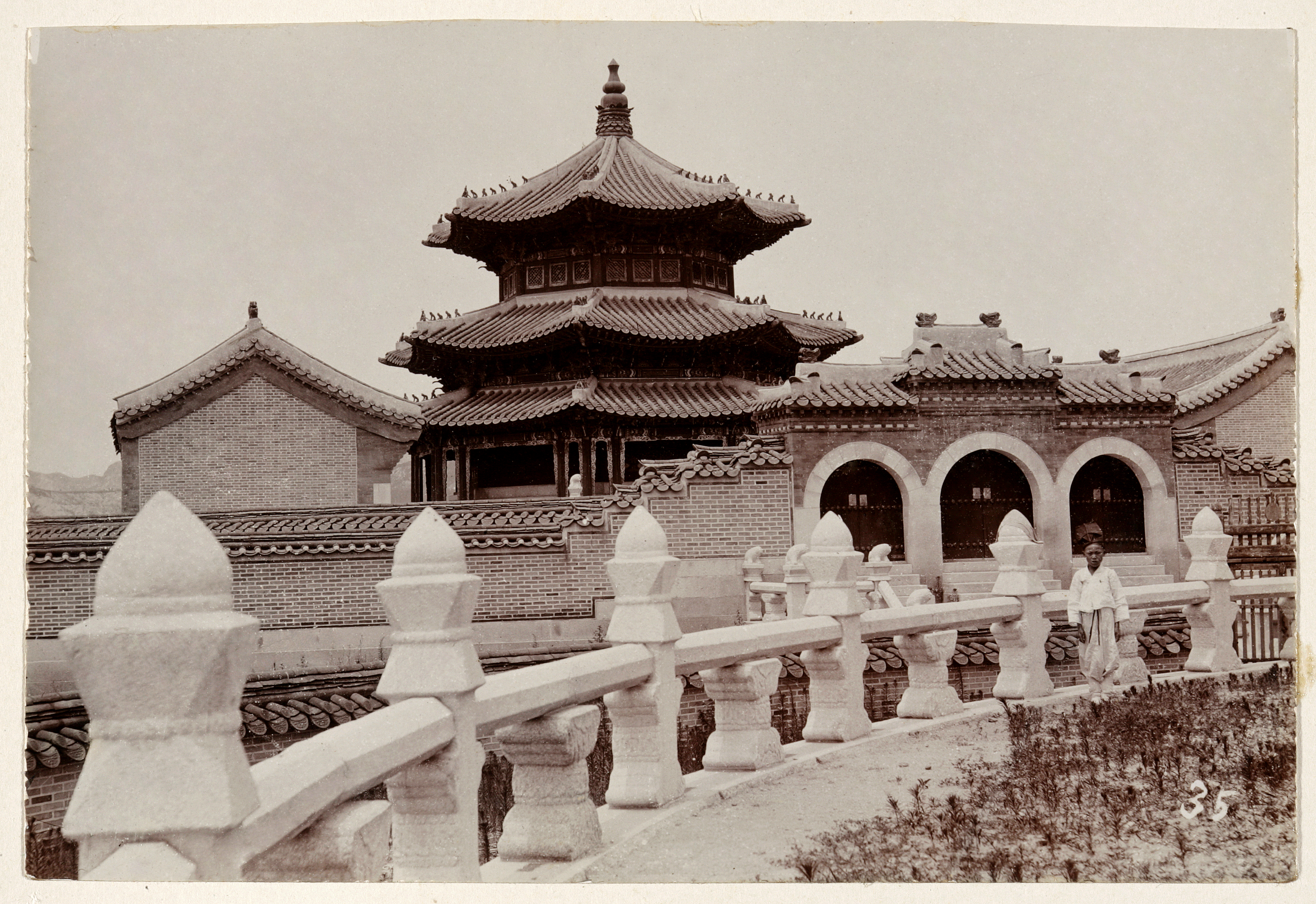
Hwanggungwu (voûte céleste impériale), Hwangudan, un site où les empereurs coréens ont effectué les rites vers le Ciel, 1906.
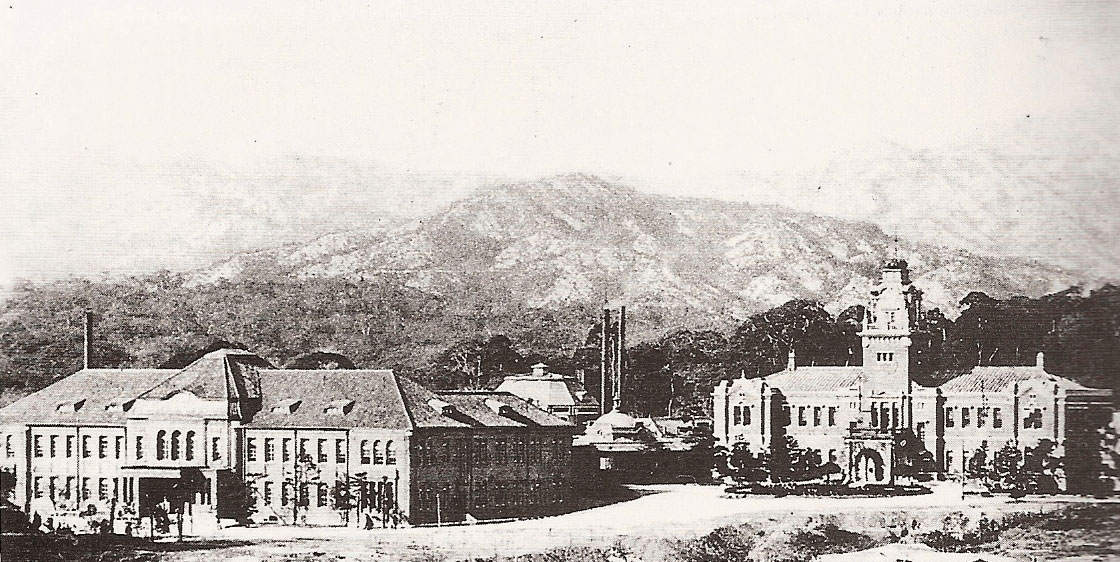
Hôpital Taehan de Séoul pendant la réforme de Gwangmu.
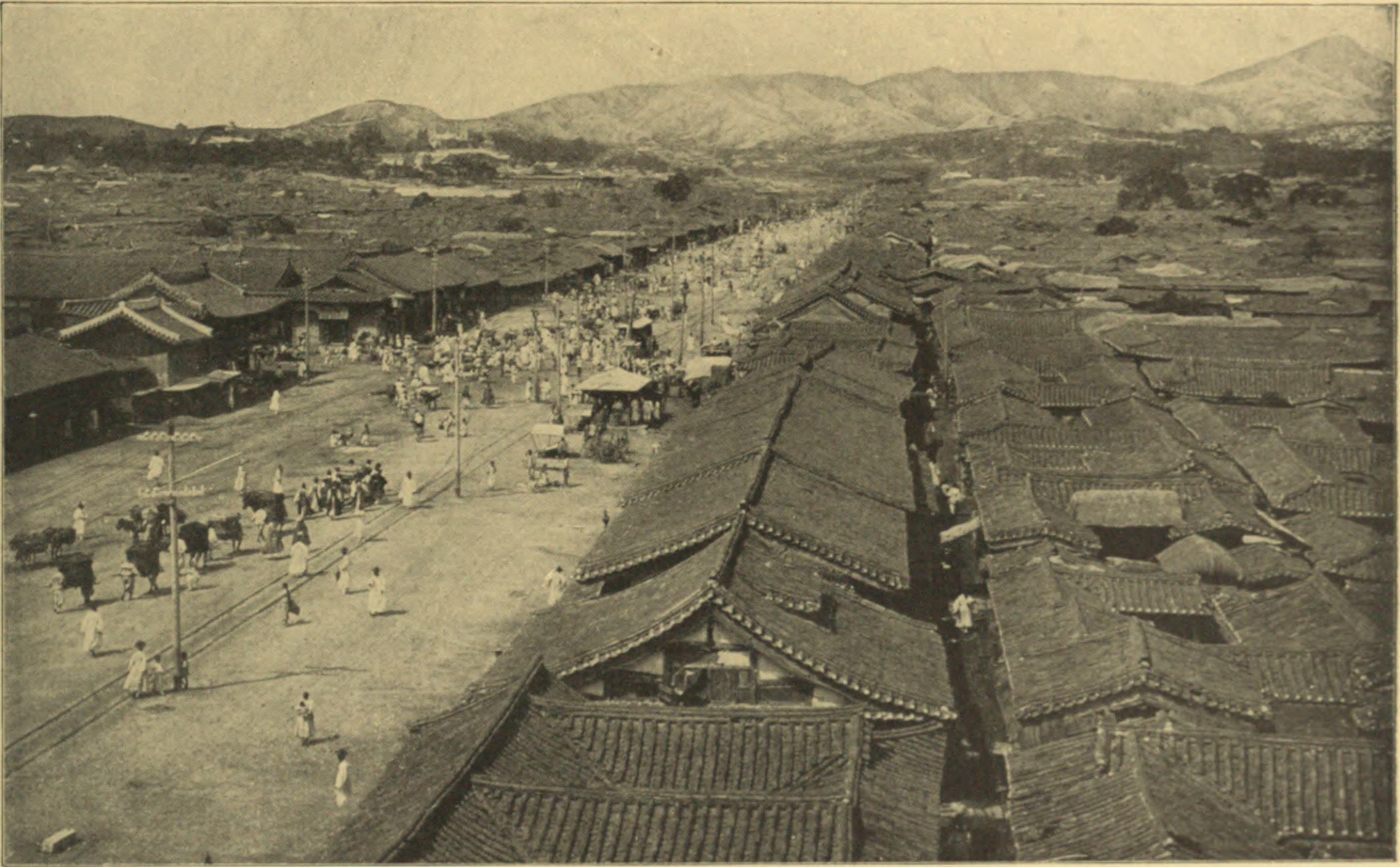
Jongno, 1908.

## Corée, empire du Japon

Emblème de Keijō, 1925-1945.

Lorsque l'empire du Japon a annexé l'Empire coréen, cela a fait de Séoul la capitale coloniale. Alors que sous domination coloniale (1910-1945), la ville s'appelait Keijō (京城) ; (경성, rom : Gyeongseong ou Kyongsong, signifiant littéralement « capitale » en Hanja). Keijō était une ville urbaine (부/府) qui avait 2 quartiers : Keijō lui-même et Ryusan-ku (Yongsan-gu en coréen) (龍山區, 용산구, りゅうさんく). Gyeongseong faisait partie de la province de Gyeonggi, au lieu d'être une ville ou une préfecture indépendante comme pendant Joseon et de nos jours. En 1914, quelques-uns des comtés périphériques de la province ont été fusionnés dans le district voisin de Goyang (aujourd'hui la ville de Goyang, réduisant la taille administrative de la province). En 1936, Gyeongseong s'est agrandi en fusionnant Yeongdeungpo du district de Siehung (maintenant la ville de Siheung) et en fusionnant des parties des anciens districts de Gyeongseong (Sungin, Yeonghee, etc.) du district de Goyang. Le bâtiment du gouvernement était le siège coloniale pendant la période de la Corée colonisé, mais a été démoli en 1995.

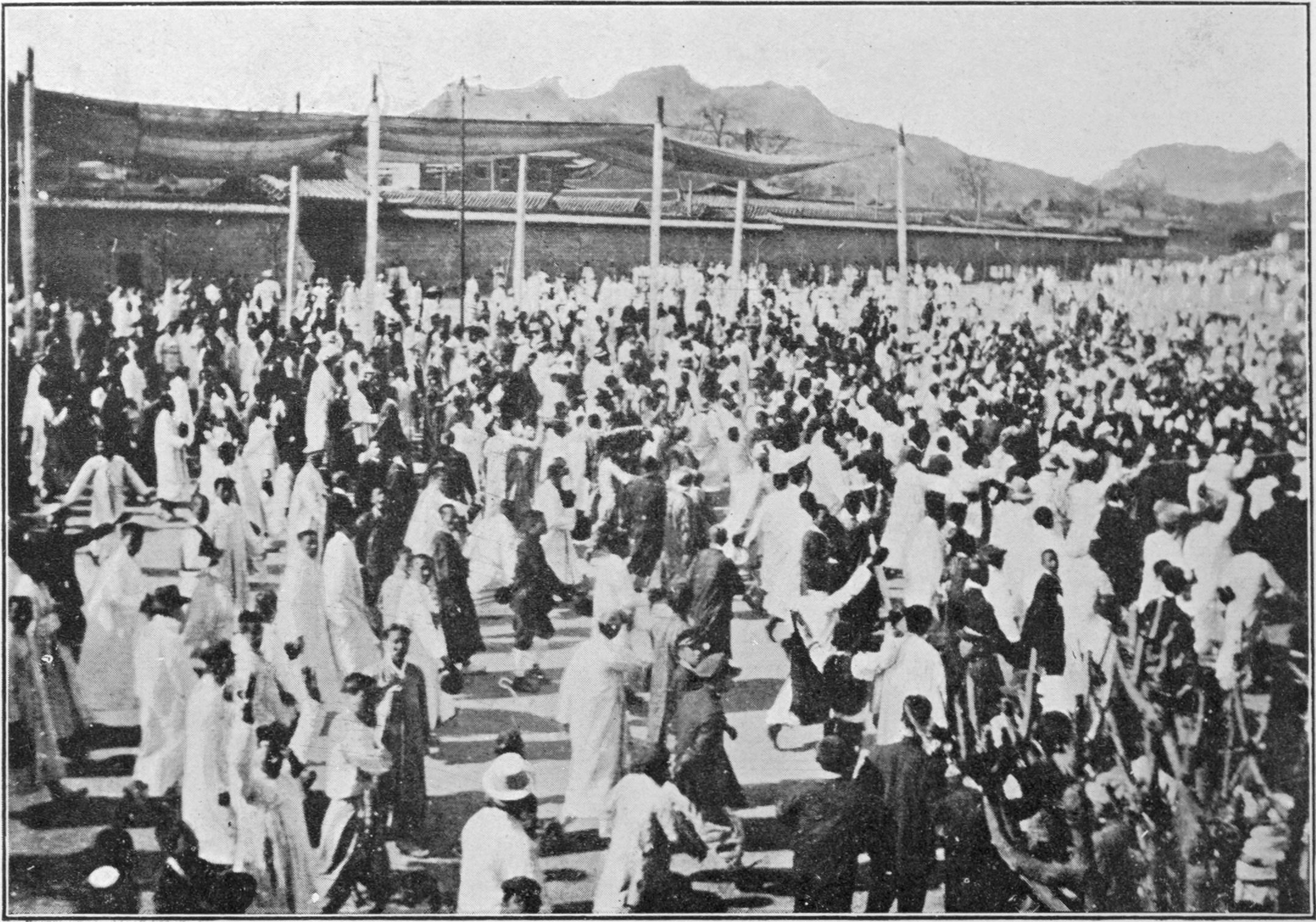
Mouvement du 1er mars, 1919.
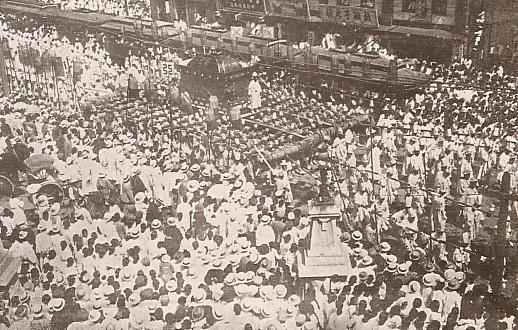
Funérailles de l'empereur Sunjong, 10 juin 1926.
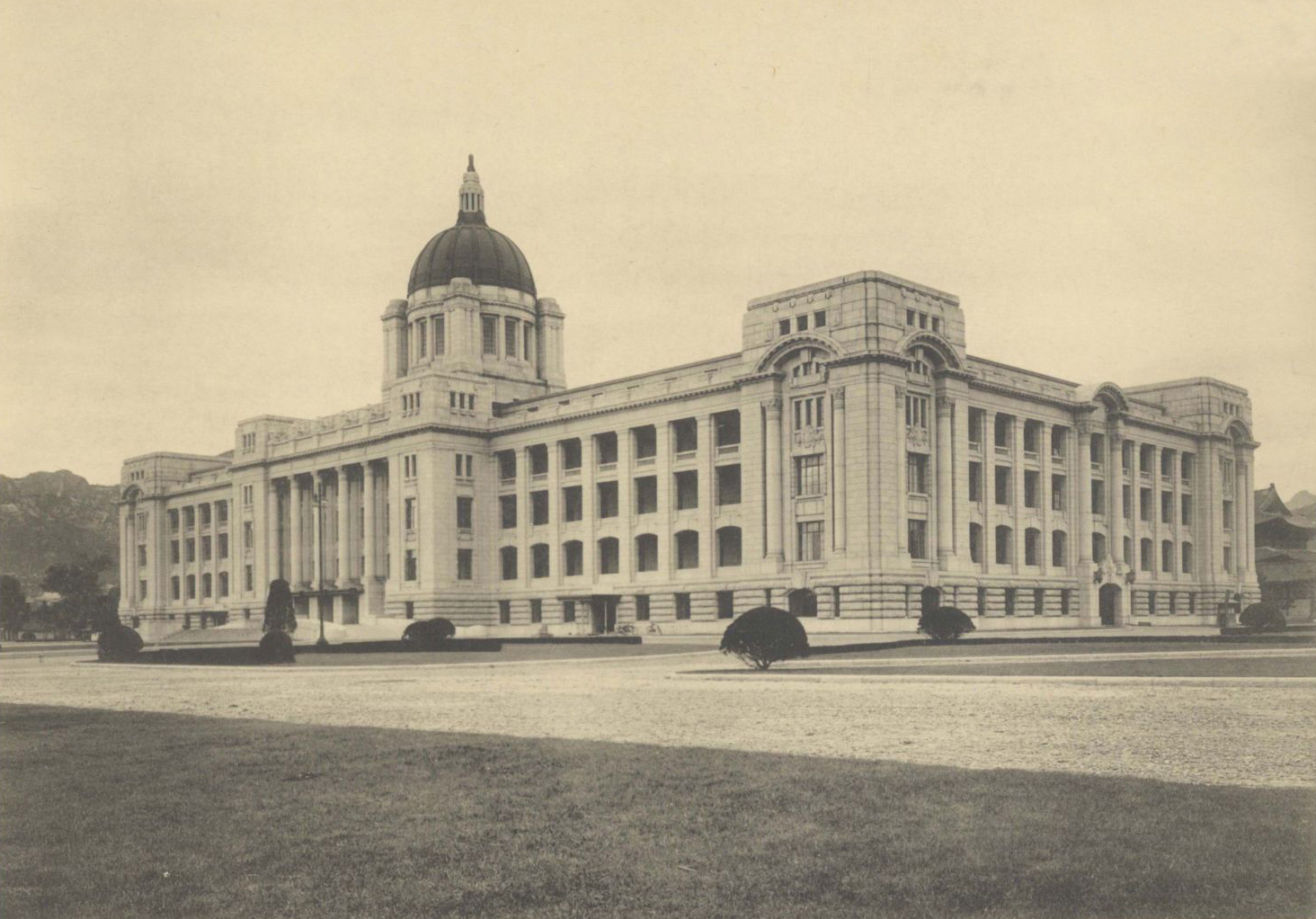
Bâtiment du gouvernement général, construit en 1926.
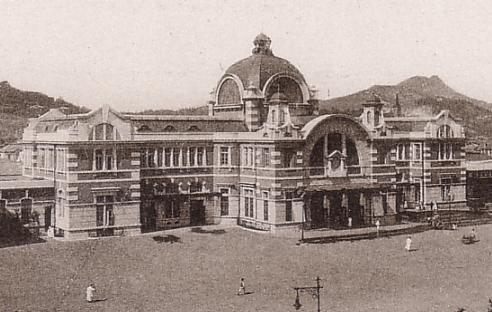
Station Keijo (actuellement la Gare de Séoul).
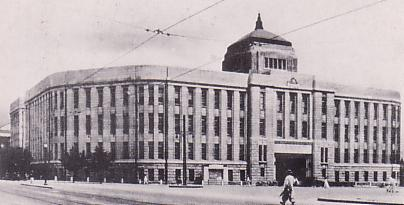
Hôtel de ville de Keijo (actuellement la bibliothèque métropolitaine de Séoul).
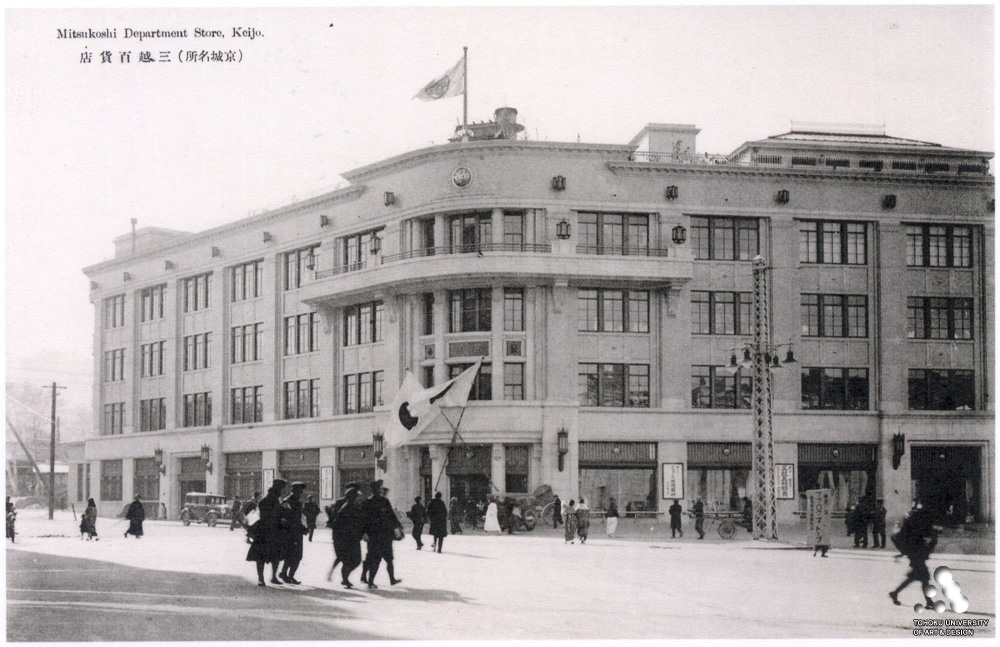
Grand magasin Mitsukoshi (maintenant le magasin principal Shinsegae).
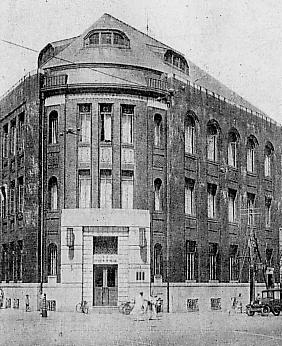
Siège social de la banque commerciale.
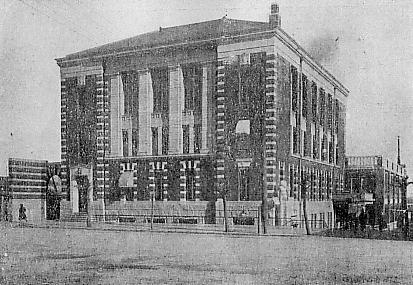
Bâtiment de l'entreprise Keijo Nippo.
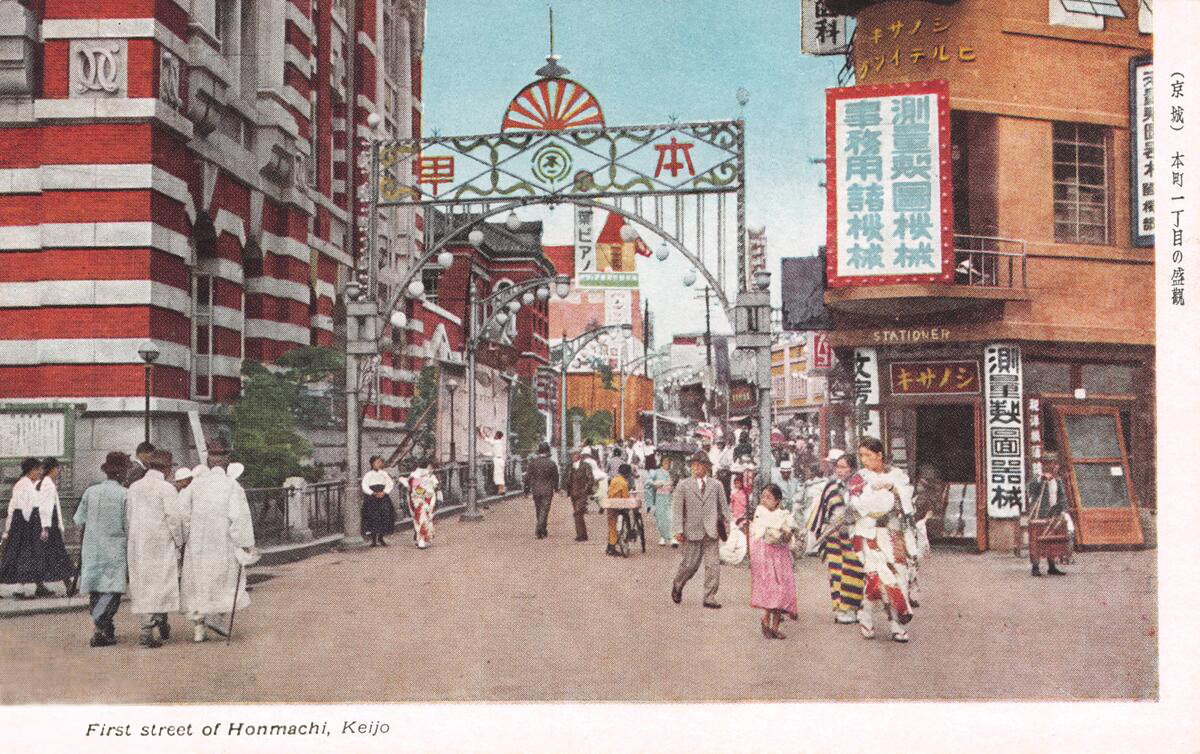
Porte de Hommachi, zone de résidence principale japonaise.

## Histoire moderne

Drapeau de Séoul (1946-1996).

Après la Seconde Guerre mondiale et la libération de la Corée, la ville a pris son nom actuel de Séoul. Lorsque la République de Corée (Corée du Sud) a été déclarée, le nouvel État a adopté la ville comme capitale. En 1949, la zone administrative de Séoul a été étendue à Ui-dong au nord, Guro-dong et Daerim-dong au sud, réunissant certaines des zones qui avaient été fusionnées à partir de Séoul et originaires du district de Goyang en 1914.
En 1950, la guerre de Corée a éclaté et Séoul a changé quatre fois de mains entre les forces nord-coréennes et sud-coréennes, laissant la ville en grande partie détruite à la fin de la guerre. Les estimations de dommages considérables indiquent qu'au moins 191 000 édifices, 55 000 maisons et 1 000 usines sont en ruines. De plus, il y a eu un afflux de réfugiés au nord, augmentant la population de la ville à environ 2,5 millions de personnes. Plus de la moitié d'entre eux étaient sans-abri.
Le gouvernement a envisagé de déplacer la capitale vers Yeongdeungpo-gu et Bupyeong-gu, qui sont au sud de la rivière Han. Après la guerre, Séoul est devenue le centre d'un immense effort reconstruction et modernisation. La croissance économique rapide au cours de l'industrialisation des années 1960 et 1970 a considérablement rehaussé le niveau de vie des habitants de Séoul.
En 1963, Séoul s'est considérablement développée grâce à l'annexion de plusieurs villes et villages de plusieurs districts environnants de la province du Gyeonggi, notamment Bucheon, Siheung, Gwangju, Yangju et Gimpo. Cependant, bon nombre des districts nouvellement fusionnés sont restés ruraux jusqu'à ce que la région de Gangnam commence à se développer en un quartier urbain à la fin des années 1970. Simultanément, le canton de Gwacheon (maintenant la ville de Gwacheon) et la partie nord du canton de l'Ouest (maintenant la ville de Gwangmyeong) dans le comté de Siheung, des parties du canton d'Ojeong dans le comté de Bucheon et du canton de Sindo dans le comté de Goyang ont également été annexées aux Districts métropolitains d'urbanisme de Séoul (coréen : 서울특별시 도시계획구역), en prenant ces zones comme districts provisoires pour d'autres municipalités officielles à l'annexion à Séoul dans le futur. En 1973, certains secteurs du canton de Sindo dans le comté de Goyang (maintenant Jingwan-dong dans le quartier de Eunpyeong) ont été officiellement annexés à Séoul. Les parties restantes du canton de Sindo, Goyang et la partie nord du canton de l'Ouest, Siheung (aujourd'hui la ville de Gwangmyeong) devaient être fusionnées avec Séoul, mais le plan de fusion de la ville a finalement échoué, où l'événement emblématique pour cela était la fondation de la ville de Gwangmyeong (hormis sa fusion avec Guro-gu) en 1981, alors que la croissance rapide de la ville de Séoul était une préoccupation majeure des responsables gouvernementaux.
Les immeubles de bureaux et les appartements de grande hauteur ont commencé à prendre de l'expansion dans l'ensemble de la ville au cours du boom de la construction des années 1980. La pollution et les embouteillages sont devenus des problèmes majeurs à mesure que l'urbanisation du pays s'est accélérée et que de plus en plus de personnes ont commencé à se déplacer vers Séoul et ses environs. Malgré une ceinture verte établie autour de la ville pour empêcher l'étalement urbain, la région métropolitaine de Séoul est rapidement devenue la troisième plus grande au monde en termes de population et l'une des plus peuplées.
Séoul était la cité d'accueil des Jeux olympiques d'été de 1988 ainsi qu'un des endroits de la Coupe du monde de football 2002.

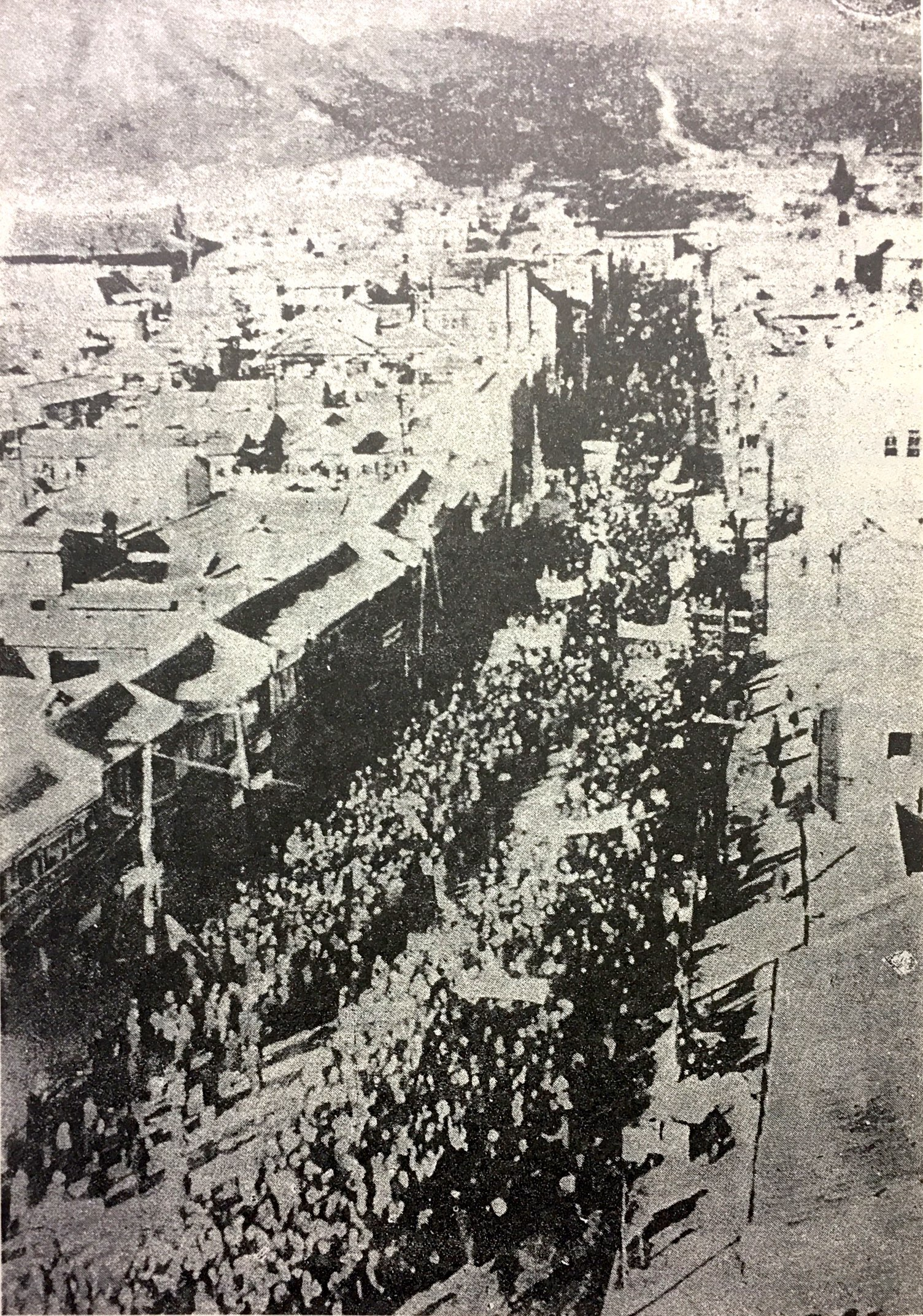
En face de la gare de Séoul, 15 août 1945 (libération de la Corée).
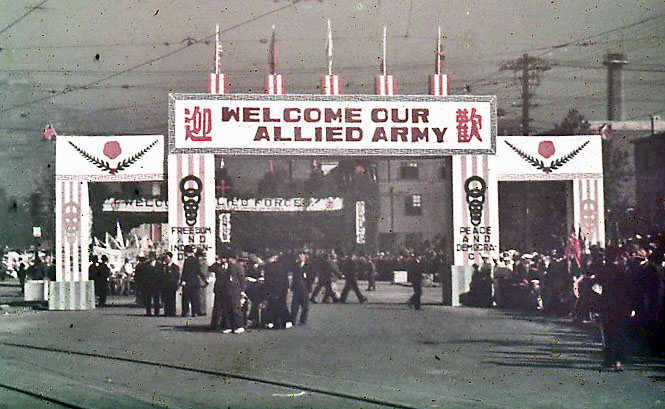
Bienvenue à l'armée alliée coréenne, début octobre 1945.
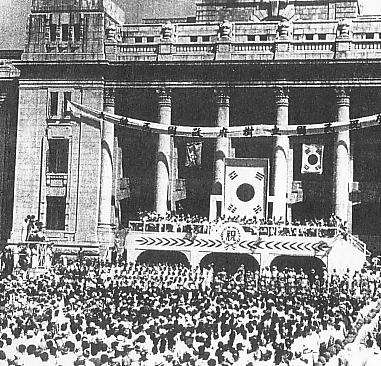
Cérémonie d'inauguration du gouvernement de la République de Corée, 15 août 1948.
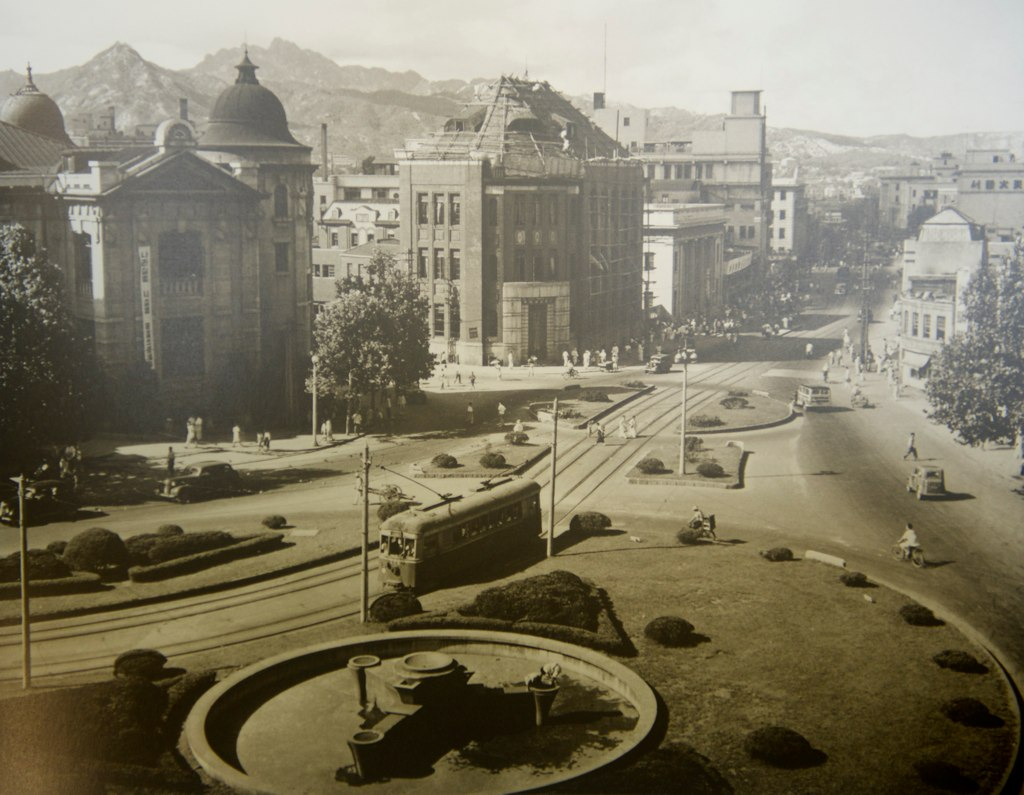
En face de la banque de Corée, juin 1950.
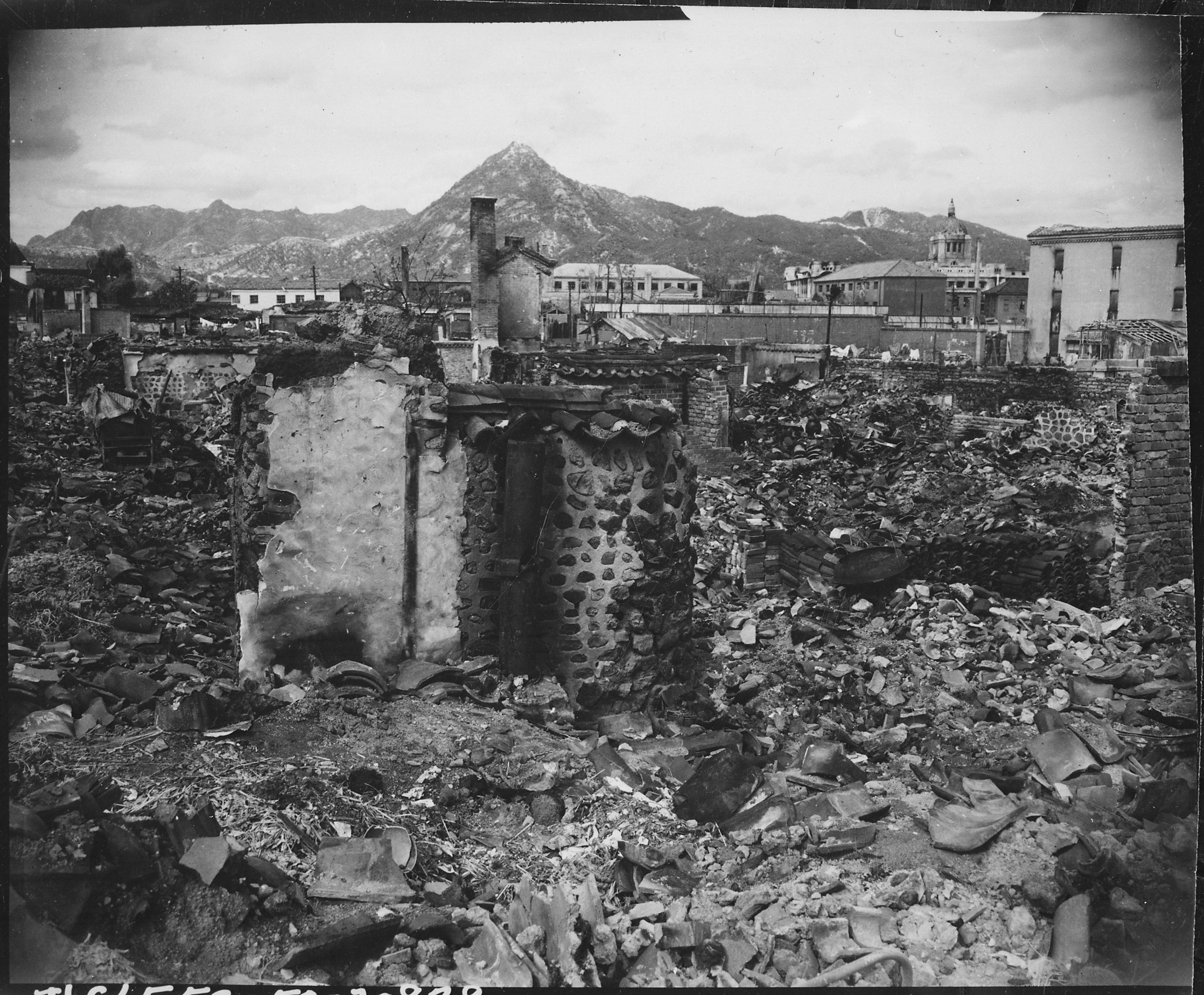
Scène de dommages de guerre dans la section résidentielle de Séoul. Le capitole peut être vu en arrière-plan (à droite). 18 octobre 1950.
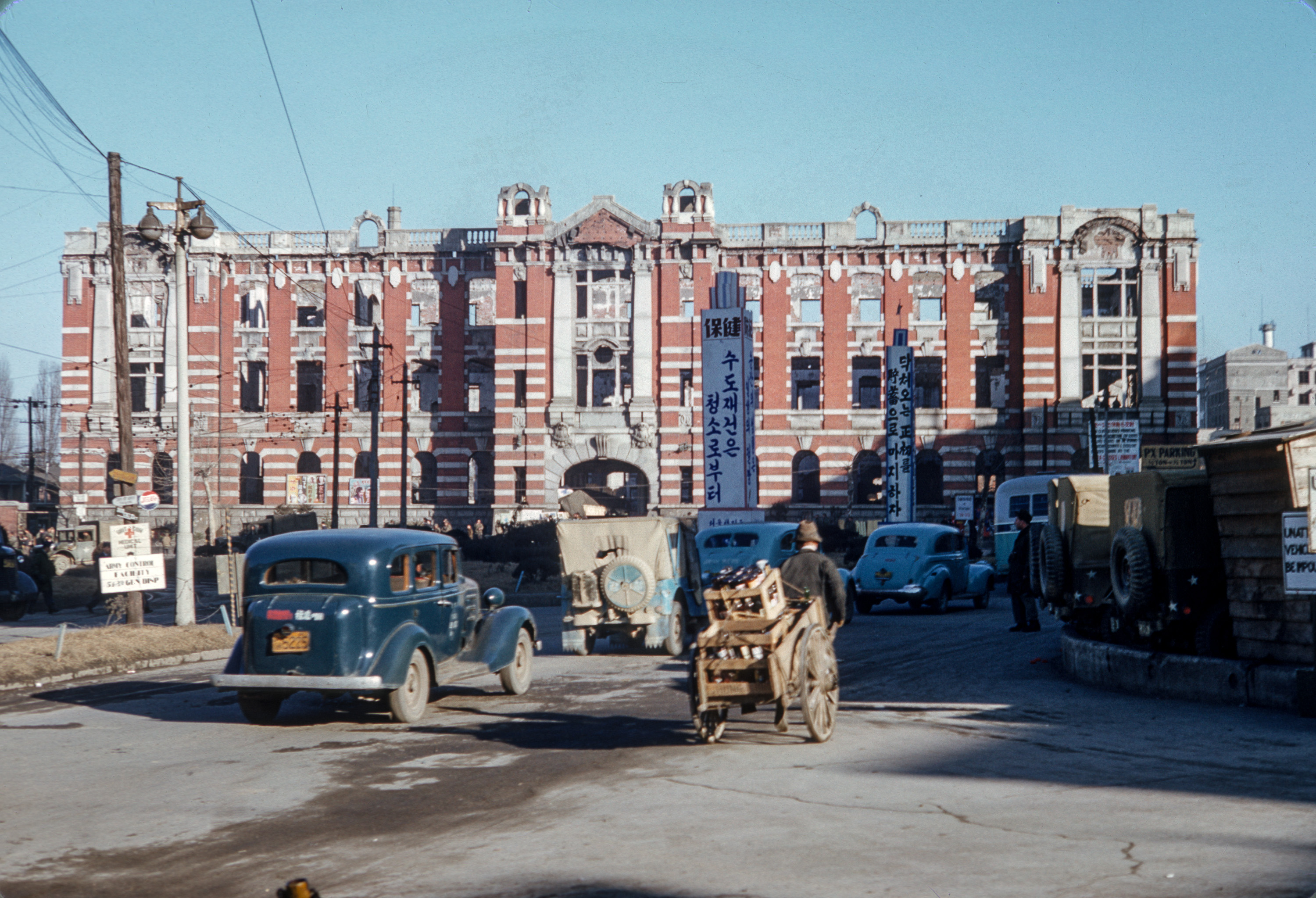
Ancien bureau de Poste central, 1954 (démoli en 1957).
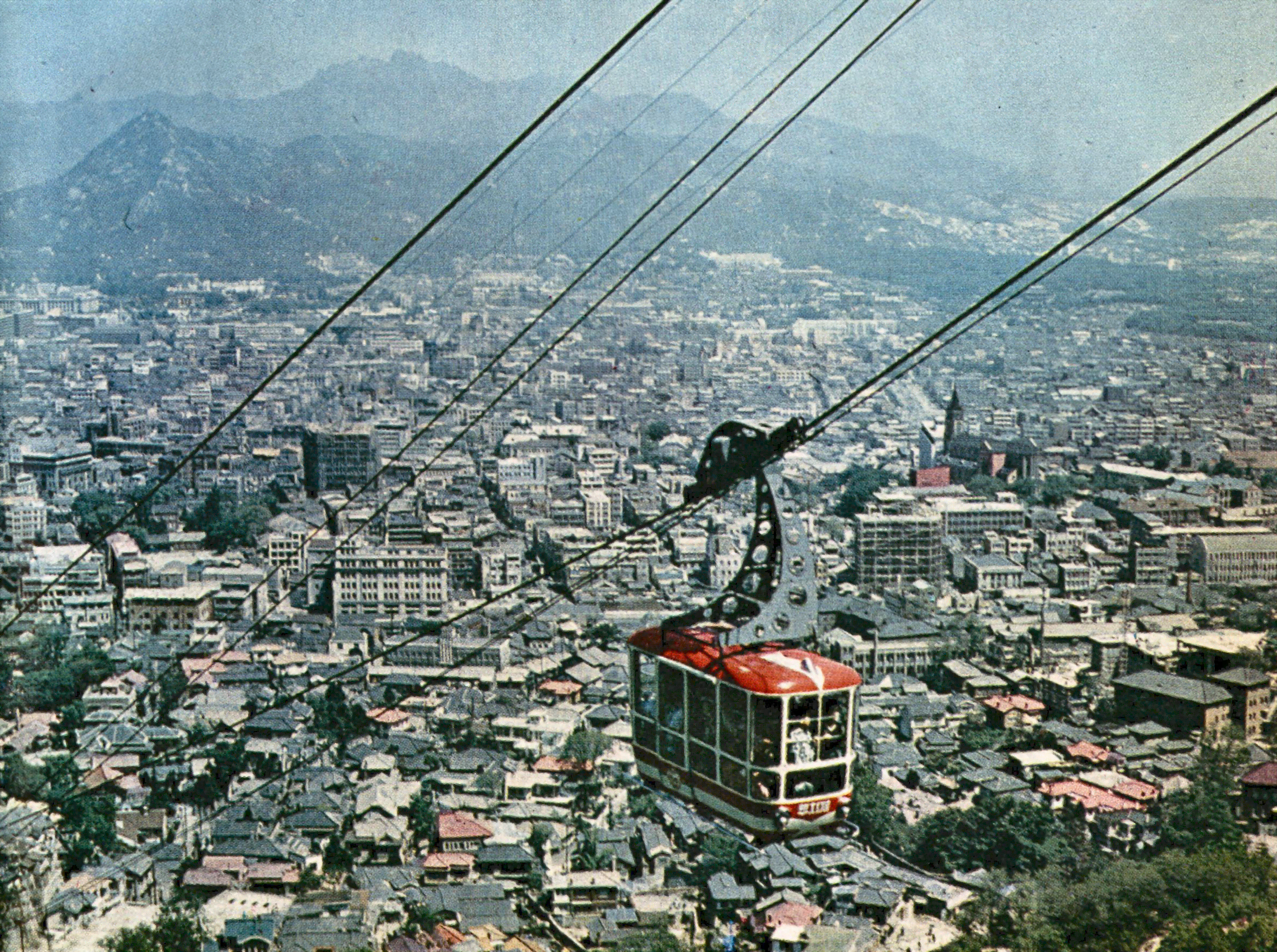
Vue aérienne de Séoul depuis le téléphérique de Namsan, 1962.
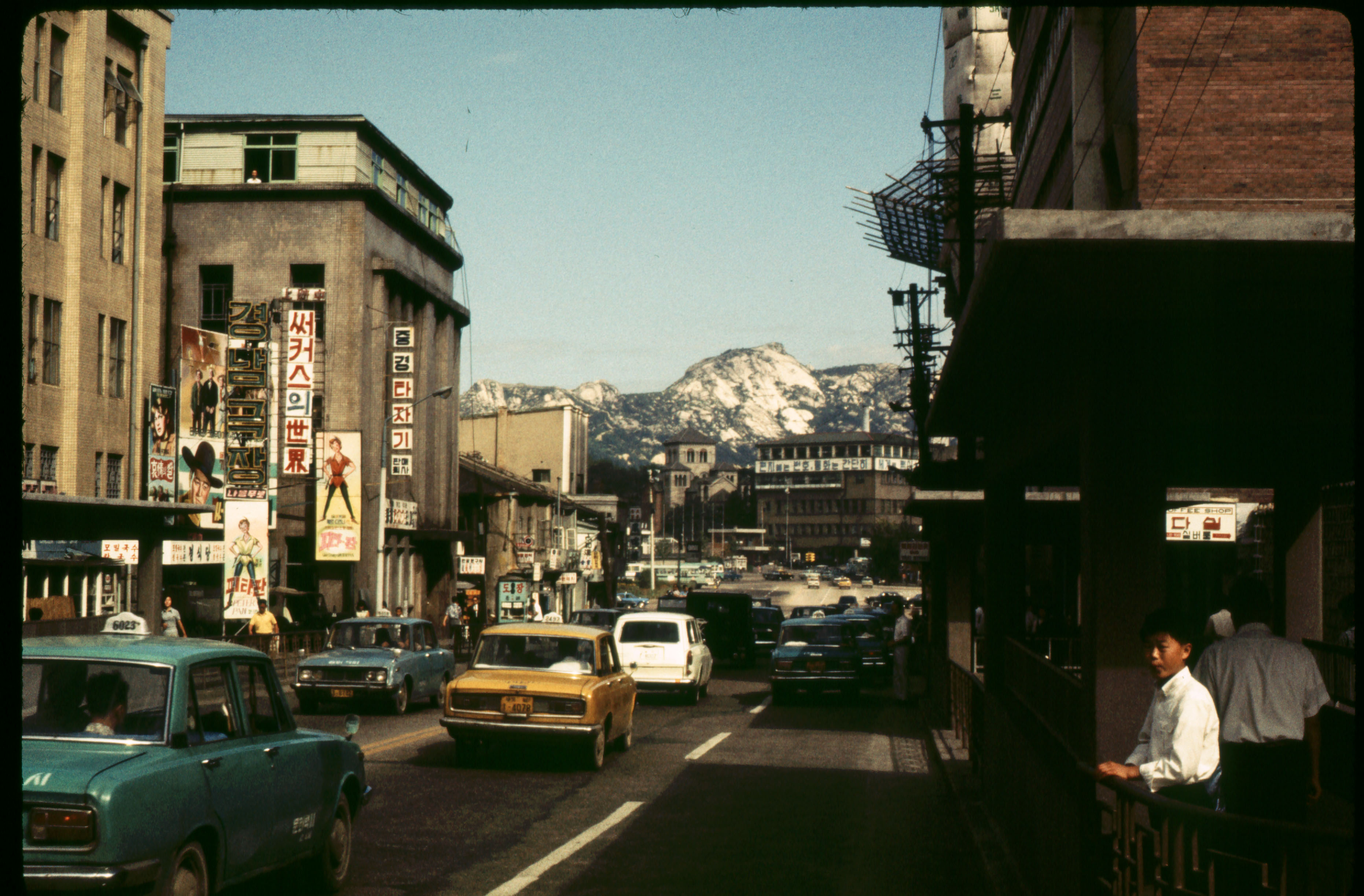
Sogong-dong, Séoul, août 1970.
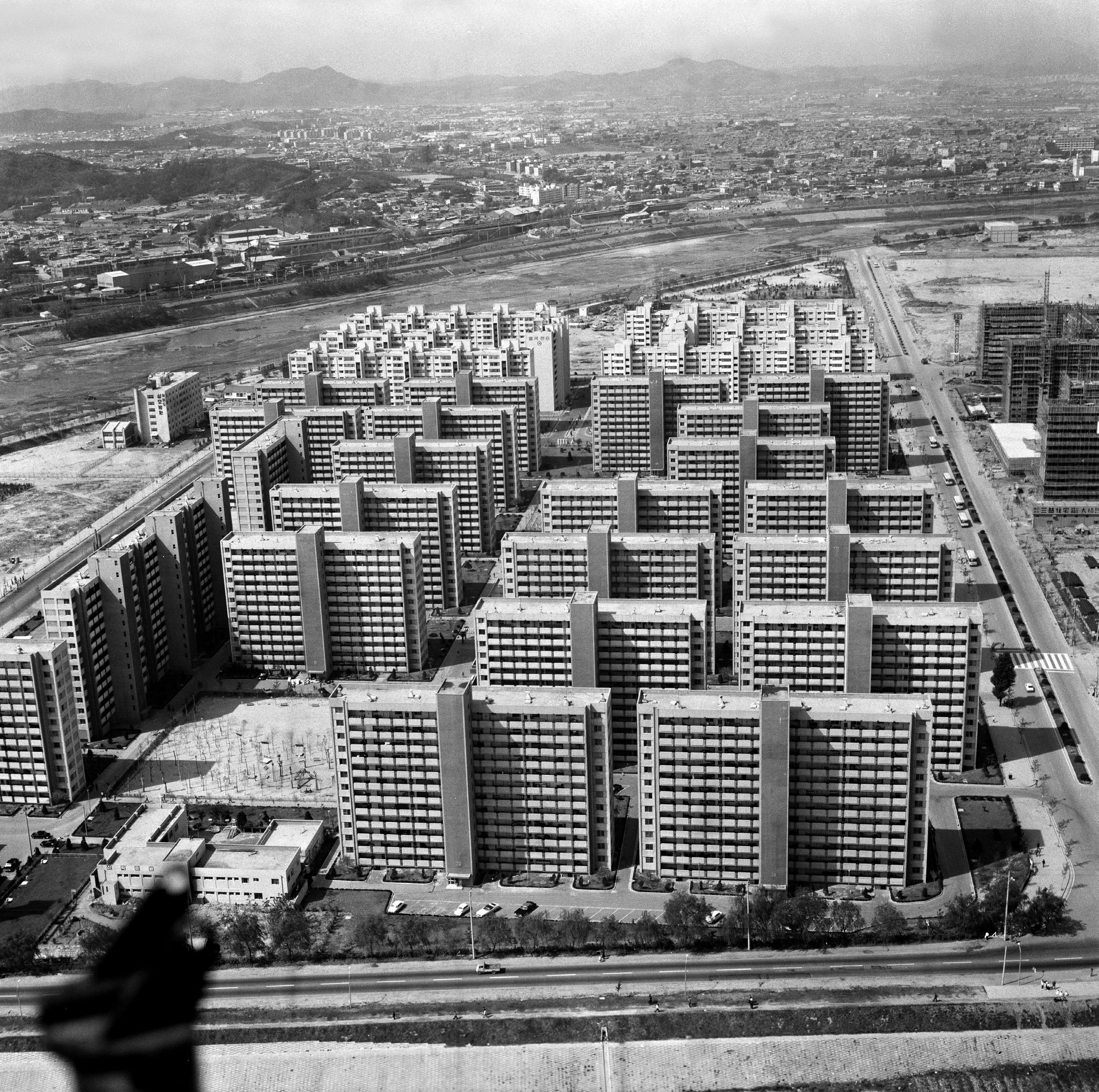
Immeubles d'habitation de Yeouido, 1975.
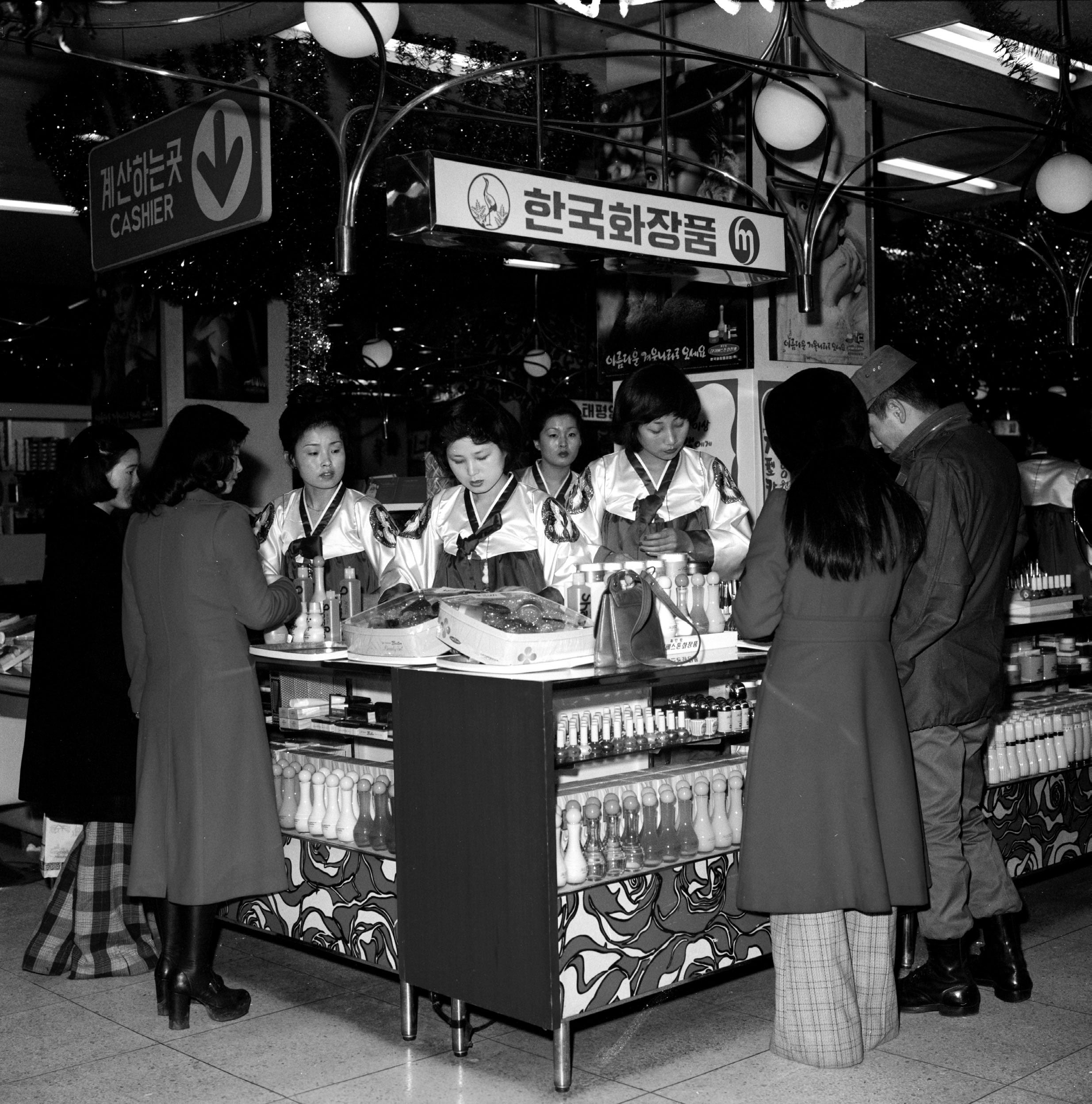
Magasin Midopa, 24 décembre 1975.
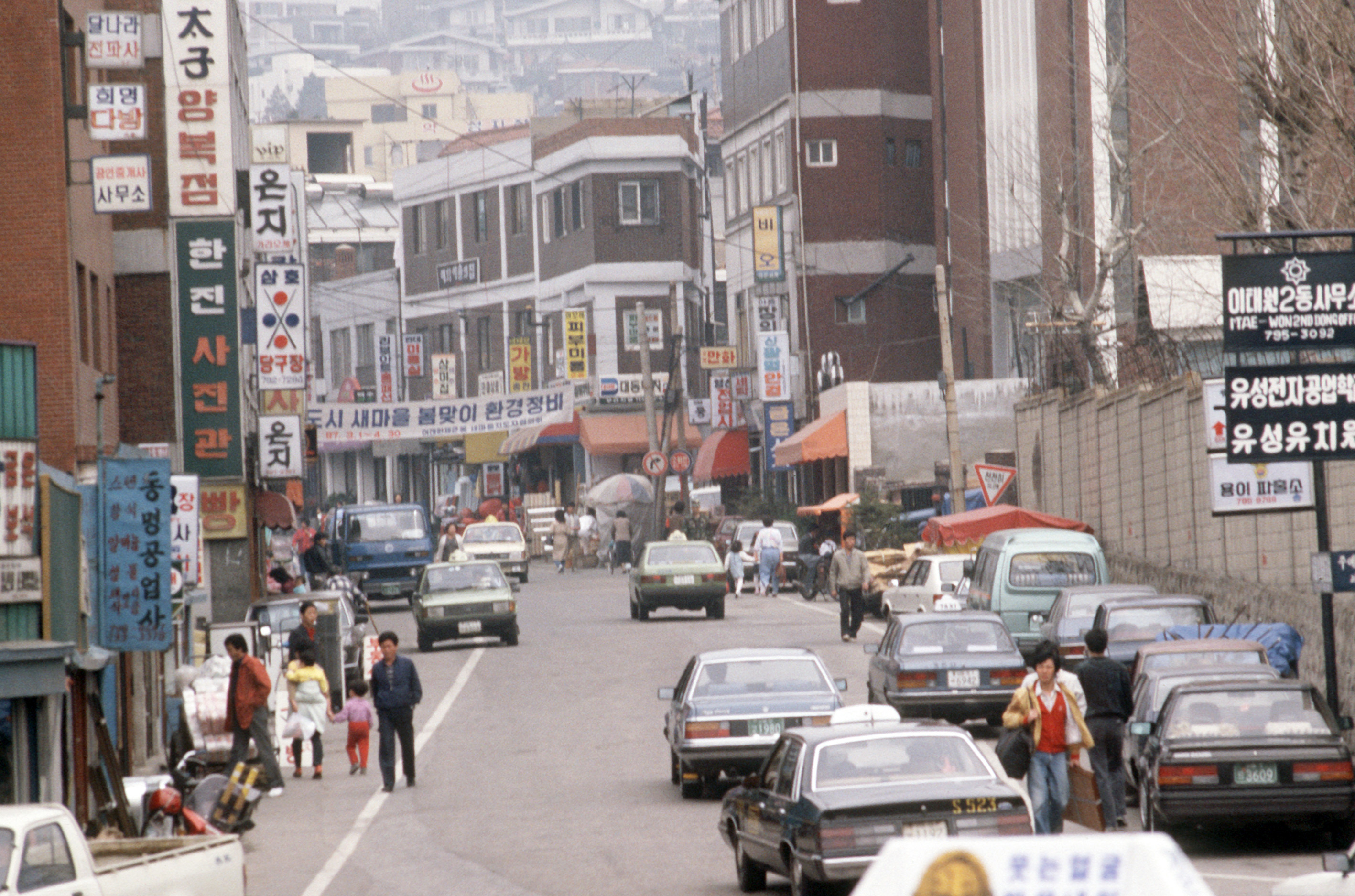
Itaewon-dong, 1986.
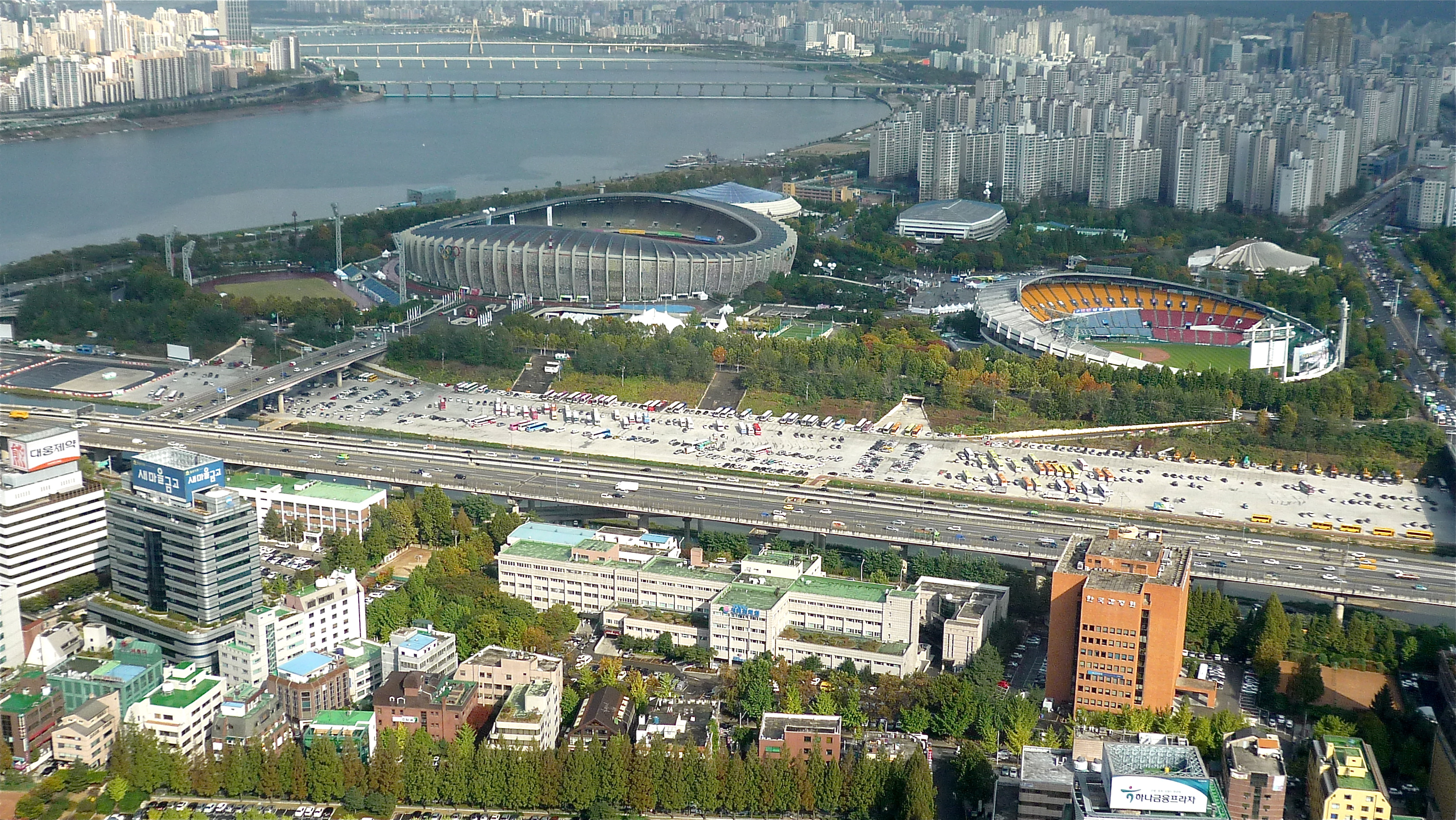
Stade olympique de Séoul, construit pour les Jeux olympiques d'été de 1988 et les 10es Jeux asiatiques en 1986.
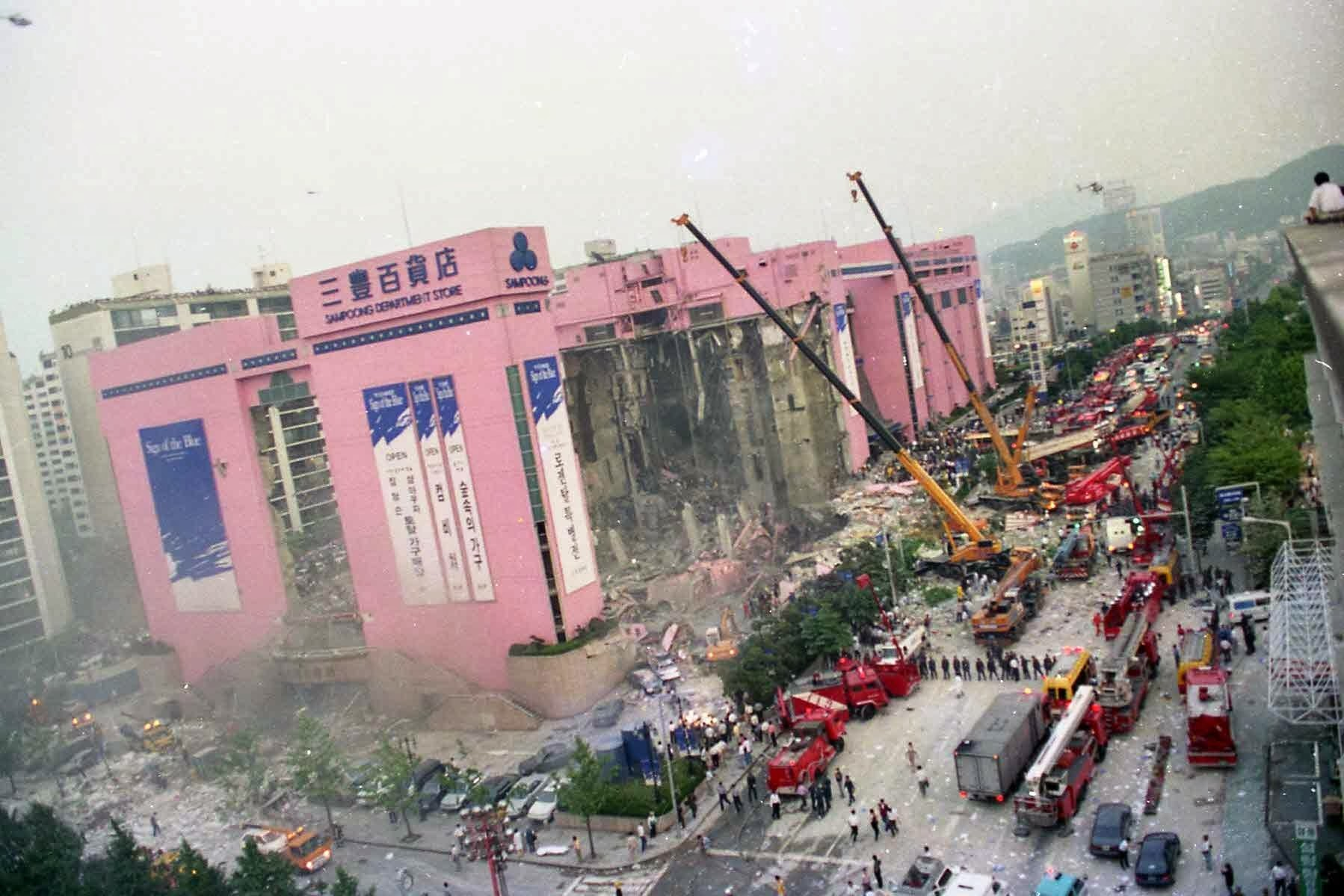
Effondrement du Grand Magasin Sampoong, 1995.
Les jeunes regardent la Coupe du monde de FIFA 2002.
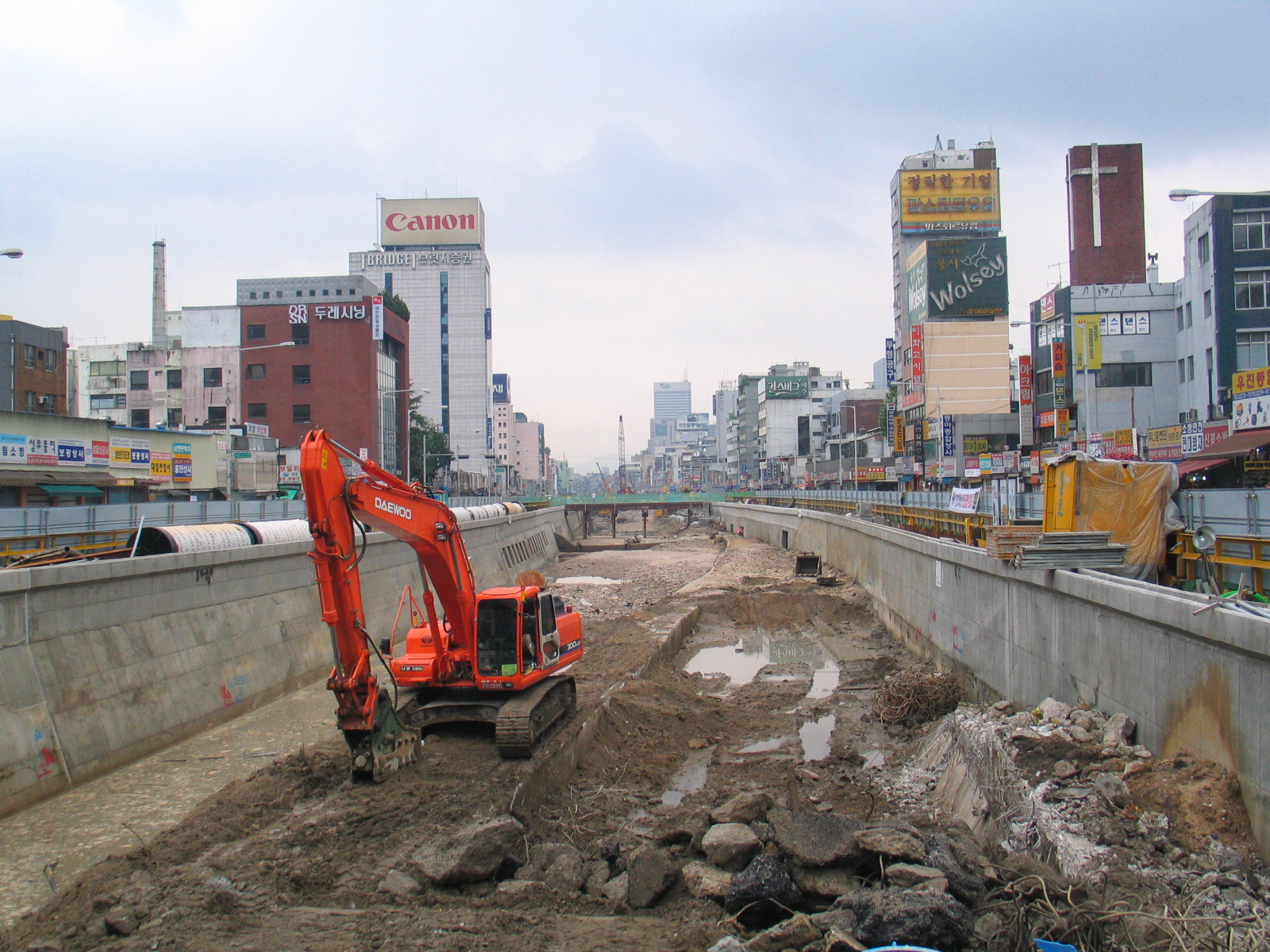
Cheonggyecheon en construction, 2004.

De nos jours, la population de la région de Séoul compte pour 20 % du total de la population de la Corée du Sud. Au cours des années 1990, la ville a commencé à attirer de nombreux travailleurs d'autres pays et d'une évolution démographique. Auparavant, presque tous les habitants de Séoul étaient coréens. Aujourd'hui, on estime à 200 000 le nombre de ressortissants étrangers vivant à Séoul. Il s'agit notamment de dizaines de milliers de professeurs d'anglais venant des États-Unis, du Canada, du Royaume-Uni, d'Australie, de la Nouvelle-Zélande, et d'autres pays anglophones, ainsi que des ouvriers du Bangladesh, de la Chine, de l'Inde, de l'Indonésie, de la Mongolie, du Nigeria, du Pakistan, de la Philippines, de l'Ouzbékistan, et du Viêt Nam.
En 1995, la frontière entre Séoul et Gwangmyeong a été réorganisée, fusionnant des parties de Cheolsan 3-dong, dans la région de Gwangmyeong dans le district de Geumcheon à Séoul. Pendant la période de l'annexion municipale de 1995 en Corée du Sud, le gouvernement a sérieusement envisagé de diviser Séoul en un certain nombre de villes ou de municipalités gérées de manière centralisée, mais le plan de division a échoué car il était censé causer de graves problèmes dans certains aspects de la gouvernance urbaine à Séoul. En tant que centre d'affaires et financier majeur, Séoul compte également de nombreux exécutifs et analystes d'Amérique du Nord, d'Europe et du Japon. Séoul est le septième pays au monde pour ce qui est du classement de la fortune 500 sur les sièges social des entreprises transnationales là-bas. Il s'agit également de la deuxième plus grande ville au monde la plus chère, devant Tokyo et Hong Kong (classés respectivement 3e et 4e).
Le 29 octobre 2022, un écrasement de foule a fini par tuer au moins 156 personnes, dont au moins 19 personnes venant de pays étrangers.

### Échec de la relocalisation de la capitale
Le 11 août 2004, le gouvernement sud-coréen a annoncé qu'il déménagerait la capitale de Séoul à la superficie de Gongju à partir de 2007, pour faciliter la pression démographique sur Séoul et pour amener le gouvernement à une distance plus sûre de la Corée du Nord en cas d'invasion militaire nord-coréenne. Gongju est à peu près à 120 km au sud de Séoul. Le gouvernement a estimé que le déménagement ne serait probablement pas achevé avant 2012. Bien qu'il ait été inclus dans le manifeste électoral, il s'agissait d'un plan national controversé. Le 21 octobre 2004, la Cour constitutionnelle de Corée qui est principalement basée sur le droit coutumier, la loi spéciale sur la relocalisation de la capitale est inconstitutionnelle car il s'agit d'une grave question nationale qui nécessite un référendum et un amendement constitutionnel pour mettre fin à la polémique.
Cependant, fin 2004, le gouvernement sud-coréen a annoncé son intention de déplacer la plupart des bureaux du gouvernement, à l'exception du pouvoir exécutif, à Gongju, en violation d'une décision de la Cour constitutionnelle et pour que Séoul reste la capitale. Puisque ce plan a été soutenu par le défunt président Roh Moo-hyun et farouchement conbattu par l'actuel parti au pouvoir et l'ancien président (Lee Myung-bak - l'ancien maire de Séoul) le déménagement prévu a été considérablement réduit lorsque Lee Myung-bak a pris ses fonctions. À partir de 2011, des travaux préliminaires ont commencé sur la construction de nouveaux bâtiments gouvernementaux dans la zone de Gongju. Aucun organisme gouvernemental ne veut quitter le centre du pouvoir à Séoul, de sorte que les organismes qui seront forcés de déménager font l'objet d'un débat intense derrière les médias.
La ville de Sejong a été créée en 2007 dans le cadre des efforts de réinstallation dans la capitale nationale. Elle a été créée à partir du territoire des provinces de Chungcheong du Sud et Chungcheong du Nord pour désengorger Séoul et encourager les investissements dans la région centrale du pays. Depuis 2012, le Gouvernement de la Corée du Sud a transféré de nombreux départements et agences à Sejong, mais un grand nombre d'entre elles résident toujours dans d'autres villes ; à savoir Séoul où l'Assemblée nationale, la Maison-Bleue et de nombreux organes gouvernementaux importants subsistent.